# Estonija
Estonija (est. Eesti), službeno Republika Estonija (est. Eesti Vabariik) je država smještena na istočnoj obali Baltičkog mora u Sjevernoj Europi. Estonija na kopnu graniči s Rusijom (338,6 km) na istoku i s Latvijom (343 km), dok na sjeveru ima morsku granicu s Finskom u Finskom zaljevu, a na zapadu sa Švedskom na Baltičkom moru. Teritorij Estonije čini kopno i ukupno 2222 otoka u Baltičkom moru, ukupne površine od 45 227 km2, od čega 2839 km2 otpada na vodene površine. Klima u Estoniji je vlažna kontinentalna. Glavni grad Tallinn i grad Tartu najveća su urbana središta u zemlji. Ostali važniji gradovi su Narva, Pärnu, Kohtla-Järve i Viljandi. Službeni jezik u državi je estonski jezik.
Teritorij moderne Estonije naseljen je barem od 9000 godine pr. Kr. Drevni Estonci bili su među posljednjim europskim poganskim narodima koji su prihvatili kršćanstvo nakon Livonskog križarskog rata u 13. stoljeću. Nakon stoljeća uzastopne vladavine Nijemaca, Danaca, Šveđana, Poljaka i Rusa, krajem 19. i početkom 20. stoljeća dolazi do formiranja i jačanja estonskog nacionalnog identiteta. To je kulminiralo neovisnošću od Rusije nakon kratkog rata za neovisnost vođenog nedugo nakon završetka Prvog svjetskog rata. Inicijalno demokratska republika do Velike depresije, Estonija je od 1934. godine bila pod diktaturom tijekom tzv. Doba šutnje. Tijekom Drugog svjetskog rata, Estonija je cijelo vrijeme bila metom ekspanzionističkih težnji Sovjetskog Saveza i Trećeg Reicha, da bi na koncu pripala Sovjetima. Nakon de facto gubitka neovisnosti, državni kontinuitet Estonije i ostalih Baltičkih država održavan je zahvaljujući diplomatima i vladi u izgnanstvu. Godine 1987. izbila je mirna Raspjevana revolucija protiv sovjetske uprave, što je kulminiralo obnovom neovisnosti 20. kolovoza 1991.
Suverena država Estonija unitarna je parlamentarna republika podijeljena na 15 okruga. Sa stanovništvom od otprilike 1.3 milijuna ljudi, Estonija je jedna od najslabije naseljenih država Europske unije, Eurozone, OECD-a, Schengenskog prostora, NATO-a i, od 2020. godine, Vijeća sigurnosti Ujedinjenih naroda.
Estonija je razvijena zemlja s naprednim gospodarstvom, koje je bilo jedno od najbrže rastućih gospodarstava Europske unije od estonskog pristupanja 2004. godine. Ima izrazito visok indeks ljudskog razvoja, a komparativno dobro stoji i po pitanju ekonomskih i građanskih sloboda, obrazovanja te slobode medija. Državljani Estonije imaju općedostupno javno zdravstvo, besplatno obrazovanje te najduži plaćeni porodiljni dopust među zemljama članicama OECD-a. Kao jedna od digitalno najnaprednijih zemalja svijeta, Estonija je 2005. postala prvom zemljom koja je održala izbore preko interneta te, od 2014., prva zemlja koja je uvela e-boravište.

## Etimologija
Naziv Estonija povezan je uz antički narod Aeste, koje prvi puta spominje rimski povjesničar Tacit oko 98. godine. Neki suvremeni povjesničari smatraju da je Tacit ovime mislio na Balte (tj., Estonce koji nisu govorili finske jezike), dok drugi pretpostavljaju da se naziv referirao na cijelu regiju istočnog Baltika. Skandinavske sage koje govore o regiji Eistland najraniji su izvori koji su koristili ovaj naziv u njegovu suvremenom značenju. Topnonim "Estland/Eistland" često se povezuje sa staroskandinavskim pojmovima eist i austr, što znači istok.

## Povijest

### Prapovijest i vikinško doba
Prve ljudske naseobine na tlu suvremene Estonije pojavile su se prije oko 13 000 do 11 000 godina, odmah nakon povlačenja leda koji je tijekom posljednjeg ledenog doba prekrivao cijelo to područje. Najstarijim naseljem na tlu Estonije smatra se lokalitet Pulli, smješten na obalama rijeke Pärnu, nedaleko od današnjeg grada Sindi na jugozapadu zemlje. Metodom radiougljičnog datiranja utvrđeno je da je Pulli naseljen prije oko 11 000 godina. Zanimljivo je da se u vrijeme naseljavanja Pulli nalazio na obali Riškog zaljeva, dok se danas nalazi otprilike 14 km od obale. Arheolozi su na tom lokalitetu pronašli ostatke psećih zuba, što predstavlja najstariji dokaz o pripitomljavanju te životinje na tom području.
Najstarija naselja iz razdoblja mezolitika vezana su za Kundsku kulturu sa sjevera zemlje, koja je ime dobila po obližnjem (suvremenom) gradu Kundi. U tom razdoblju, zemlja je bila gotovo u cijelosti prekrivena šumama, a ljudi su obitavali u polunomadskim zajednicama u blizinama vodenih površina. Osnovne aktivnosti stanovništva su bili lov, ribolov i skupljanje šumskih plodova. Oko 4900. pr. Kr., pojavila se neolitička kultura keramike poznata kao Narvska kultura. Oko 3200. pr. Kr. dolazi do ekspanzije Kulture vrpčaste keramike, a s njom i razvoja primitivne obrade zemlje te stočarstva.
Tijekom brončanog doba, koje je otpočelo oko 1800. pr. Kr., dolazi do pojave prvih utvrđenih nastamba u obliku gradina. Postupni prelazak iz polunomadskog u sjedilački način života na ovom području započinje oko 1000. pr. Kr. i traje narednih 500 godina, do početka željeznog doba. Na arheološkim lokalitetima iz tog razdoblja pronađeni su mnogobrojni brončani artefakti, što upućuje na veoma živu trgovačku aktivnost s okolnim skandinavskim i germanskim plemenima.
Željezno doba obilježili su brojni i učestali sukobi s okolnim plemenima, a sukobi sa skandinavskim plemenima spominju se i u drevnim skandinavskim sagama. Jedna od saga govori o pogibiji švedskog kralja Ingvara, koji je stradao u sukobu s "estonskim vikinzima". Prijetnje su dolazile i s istoka, u vidu ruskih vladara koji su širili svoj teritorij na zapad. Tako je novgorodski vladar Jaroslav Mudri porazio Estonce 1030. godine te osnovao utvrdu na mjestu današnjeg grada Tartua. Utvrda je postojala samo do 1061., kada ju je spalilo estonsko pleme Sosoli tijekom pohoda na grad Pskov. Tijekom 11. stoljeća, baltički su vikinzi od skandinavskih vikiga preuzeli kontrolu nad Baltičkim morem, zahvaljujući pomorskim napadima Kurša i Estonaca s otoka Saareme, koji su bili poznati kao Saarlasedi. Godine 1187., Saarlasedi, Kurši i Karelijci opustošili su grad Sigtunu, koji je u to vrijeme bio važan grad u Švedskoj.
Prapovijesna Estonija mogla se podijeliti u dvije glavne kulturološke regije. Obalna područja sjeverne i zapadne Estonije imala su bliski prekomorski doticaj sa Skandinavijom i Finskom, dok je unutrašnjost južne Estonije bila više povezana s Baltima i Pskovom. Područje prapovijesne Estonije bilo je prepuno gradina, dok su na obalama Saareme pronađeni tragovi prapovijesnih ili srednjovjekovnih luka. Estonija također ima i velik broj grobnica iz vikinškog doba, što pojedinačnih što kolektivnih, koje sadrže oružje i nakit koji je bio čest u Sjevernoj Europi i Skandinaviji.
Prve političke i administrativne jedinice pojavljuju se u Estoniji tijekom starog vijeka. Dvije velike vrste administrativnih jedinica bile su župa (estonski: kihelkond) i okrug (estonski: maakond), koji se sastojao od nekoliko župa. Svakom župom upravljao je starješina, a sačinjavao ju je uži teritorij oko središnje utvrde u naselju, a u rijetkim slučajevima pojedinačna župa imala je više utvrda. Okruzi su bili teritorijalno veće jedinice. Do 13. stoljeća, na tlu Estonije postojalo je 8 velikih okruga (Harjumaa, Järvamaa, Läänemaa, Revala, Saaremaa, Sakala, Ugandi i Virumaa) i 6 manjih, zasebnih župa (Alempois, Jogentagana, Mõhu, Nurmekund, Soopoolitse i Vaiga). Okruzi su postojali kao zasebni entiteti, a međusobno su se ujedinjavali samo u borbama protiv zajedničkih neprijatelja.
Malo je informacija dostupno o ranim estonskim poganskim vjerskim običajima. Kronika Henrika od Livonije navodi kako je vrhovno božanstvo Saarlaseda bio bog Tharapita. Duhovne obrede vodili su šamani, dok su svete šume, posebice hrastove šume, bile mjesta obavljanja rituala.

### Srednji vijek
Godine 1199., papa Inocent III. pokreće Livonski križarski rat, čiji je cilj bila obrana kršćanskog puka na području srednjovjekovne Livonije. Do prvih sukoba na estonskoj zemlji dolazi 1206. godine, nakon što je danski kralj Valdemar II. neuspješno pokušao zauzeti Saaremu. Njemački red Livonskog bratstva mača, koji je ranije napao Livonce, Latgale i Selijce, započeo je 1208. godine intenzivne napade na Estonce. U sukobima koji su trajali narednih godina, Estonce je zajednički predvodio Lembitu, starješina iz okruga Sakale. Estonci su uspješno odolijevali napadima sve do 1217., kada su pretrpjeli težak poraz u bitci na dan svetog Mateja, u kojoj je poginuo i sam Lembitu. Već 1219., danske snage predvođene Valdemarom II. iskrcale su se kod današnjeg Tallinna, porazili Estonce u Bitci kod Lindanisa i započeli s osvajanjem sjevera Estonije. Već sljedeće godine, Šveđani su pokušali osvojiti zapadnu Estoniju, ali njihov je napad odbijen. Godine 1223., dolazi do masovnog ustanka Estonaca koji je doveo do privremenog protjerivanja njemačkih i danskih osvajača iz cijele zemlje osim s područja Revala. Međutim, križarski su se napadi ubrzo nastavili te je cijela Estonija pokorena do 1227. godine. Saaremaa je bila posljednja estonska država koja se predala.
Nakon što su križari zauzeli cijelo područje nekadašnje Livonije, cijeli je teritorij dobio novo ime − Terra Mariana. Sjeverna Estonija, koja je bila pod upravom Danske, pretvorena je u vojvodstvo (danski: Hertugdømmet Estland; latinski: Ducatus Estoniae), dok je ostatak zemlje podeljen između Livonskog bratstva i kneževa-biskupa Dorpata te Ösel–Wieka. Godine 1236., Livonsko bratstvo mača i Teutonski red ujedinili su se u Livonski red. U narednim je desetljećima dolazilo do niza pobuna protiv osvajača, posebno na Saaremi, a najveća pobuna, koja je zahvatila cijelu zemlju, zbila se 1343. godine i poznata je kao Jurjevski noćni ustanak (estonski: Jüriöö ülestőus). Teutonci su 1345. ugušili ustanak u krvi. Sljedeće godine Danska im je prodala sve svoje posjede na sjeveru zemlje. Propali ustanak doveo je do jačanja političke moći manjinskin Baltičkih Nijemaca, koji su tijekom narednih stoljeća bili vladajuća elita na području cijele zemlje.
Danci su za vrijeme svoje vladavine sjevernom Estonijom osnovali grad Reval (današnji Tallinn), na mjestu nekadašnjeg Lindanisa. Godine 1248., Reval je dobio status grada u skladu sa Libečkim pravom. Hanzeatska liga, koja je u to vrijeme kontrolirala trgovačke puteve na Baltiku, u svom je članstvu imala četiri najveća estonska grada: Reval, Dorpat (danas Tartu), Pernau (danas Pärnu) i Fellin (danas Viljandi). Reval je služio kao važna trgovačka postaja prema Novgorodu, dok je Dorpat imao istu funkciju na jugu, povezujući zapadne hanzeatske gradove s Pskovom. U to su vrijeme osnovane i brojne gilde, međutim autohtonom je estonskom stanovništvu pristup bio prilično ograničen. Zaštićeni gradskim zidinama i uživajući zaštitu Hanzeatske lige, Reval i Dorpat značajno su ojačali u ovom razdoblju. Oba su grada s rastom ekonomske moći sve više izlazili iz pravnih okvira Livonije i djelovali nezavisno od njih. Nakon što je Teutonski red doživio težak poraz u bitci kod Tannenberga 1410., odnosno nakon poraza Livonskog reda 1435. godine u bitci kod Pabaiskasa, došlo je do reorganizacije države i nekadašnja Terra Mariana službeno je, 4. prosinca 1435. godine, postala Livonska Konfederacija.
Protestantska reformacija, koja je u Europi započela 1517. godine, ubrzo je zahvatila i Livoniju, a glavni protivnik reformacije na tom području bio je Livonski red. Protestantizam se već tijekom 1520-ih pojavio u većim gradovima, a u slijedeća je dva desetljeća većina plemstva i službeno prešla na luteranstvo. Liturgije u crkvama počele su se održavati na njemačkom jeziku, koji je bio službeni jezik plemstva, a po prvi put počele su se održavati i crkvene službe na estonskom jeziku (uglavnom u seoskim crkvama).
Livonska Konfederacija bila je vrlo decentralizirana i politički slaba država, čije su jačanje kočili brojni unutardržavni sukobi između vladajućih lokalnih elita, gradova i crkvenih vlasti. Kao takva, predstavljala je lak plijen za susjedne države koje su tijekom 16. stoljeća znatno ojačale, poput Moskovske Kneževine, Poljsko-Litavske Unije i Švedske.

### Švedska vladavina
S ciljem širenja Ruskog Carstva do Baltika na zapadu, ruski je car Ivan Grozni 1558. godine napao Livoniju i time započe Livonski rat. Livonski je red već 1560. teško poražen u sukobu s moćnijim i brojnijim neprijateljem, zbog čega je livonsko plemstvo zatražilo vanjsku pomoć u borbi s Rusima. Najveći dio Livonije dobrovoljno je prihvatio poljsku vlast, plemstvo sa sjevera zemlje priseglo je na vjernost švedskom kralju, dok je biskup Ösel-Wieka svoju zemlju prodao Dancima. Ruska je vojska tijekom prvih deset godina rata postupno zauzela gotovo cijelu Livoniju, ali je nakon zajedničke protuofenzive koju su krajem 1570-ih započele Poljsko-Litavska Unija i Švedska bila primorana na povlačenje. Livonski rat službeno je završen 1583. godine porazom i povlačenjem ruske vojske. Po okončanju rata, cijela sjeverna Estonija ostala je pod švedskom upravom te je politički reorganizirana kao Švedska Estonija, južni dijelovi su ušli u sastav Poljsko-Litavske Unije (kao Livonsko vojvodstvo), dok je otok Saaremaa ostalo pod upravom Danske.
Razdoblje mira nije dugo trajalo i već 1600. dolazi do rata između Švedske i Poljske, koji je za cilj imao uspostavu prevlasti na istočnom Baltiku. Sukob, koji je trajao punih 29 godina, potpuno je uništio već devastirano područje Livonije, a tijekom ratnih godina broj stanovnika Estonije drastično je opao. Od otprilike 250 000 − 270 000 stanovnika, koliko ih je bilo sredinom 16. stoljeća, na kraju rata ostalo je svega 115 000 – 120 000 ljudi. Rat je završen švedskim pripajanjem Livonije, a 1645. godine i danska Saaremaa pripojena je Švedskoj.
Iako je novouspostavljena švedska vlast zadržala dotadašnji feudalni sustav, izvršene su značajne reforme koje su seljacima omogućavale nasljedna prava na zemljište koje su obrađivali. Bio je to prvi put u povijesti da je estonskim seljacima pravno omogućeno nasljeđivanje zemlje. Zbog svega toga, u estonskoj se usmenoj predaji razdoblje švedske vladavine naziva "dobrim, starim švedskim dobom" (estonski: "vana hea Rootsi aeg"). Po nalogu švedskog kralja Gustava II. Adolfa, u Revalu i Dorpatu otvorene su prve gimnazije, a 1632. osnovano je i Sveučilište u Tartuu. U oba grada istovremeno su s radom počele i tiskarske radnje. Tijekom 1680-ih otvaraju se i brojne osnovne škole diljem zemlje, ponajviše zahvaljujući zalaganju Bengta Gottfrieda Forseliusa, koji je izvršio i ortografsku reformu estonskog jezika. U razdoblju od 60 do 70 godina od uspostavljanja švedske vlasti, broj stanovnika Estonije je naglo rastao, ali je rast broja stanovnika naglo zaustavila Velika glad, koja je u samo dvije godine (1695. – 1697.) odnijela oko 70 000 – 75 000 života (ili oko 20% ukupne tadašnje populacije).

### Ruska vladavina i narodni preporod
Godine 1700. započeo je Veliki sjeverni rat, a već 1710. godine, Rusko Carstvo osvojilo je cijeli teritorij Estonije. Prevlast Rusije na ovom području izvojevana na bojnom polju i službeno je priznata Ništadskim mirom iz 1721. godine. Za trajanja rata, estonsko je stanovništvo ponovo pretrpjelo velike gubitke, a prema podacima iz 1712. na tom je području živjelo između 150 000 i 170 000 ljudi. Novouspostavljena ruska vlast vratila je sva politička i ekonomska prava manjinskim Baltičkim Nijemcima, a kmetstvo je ponovo postalo dominantno među seoskom populacijom tijekom cijelog 18. stoljeća. Estonski seljaci u tom razdoblju gotovo da nisu imali nikakva prava, a sva politička, ekonomska i crkvena vlast bila je u rukama njemačke plemićke elite. Premda je kmetstvo službeno ukinuto u razdoblju od 1816. do 1819. godine, u stvarnosti se feudalni politički sustav zadržao znatno duže, sve do reformi provedenih sredinom 19. stoljeća, koje su seljacima dale znatno veća prava.
Ukidanjem kmetstva, estonskim je seljacima ponovo omogućeno upravljanje svojim imanjima, a dozvoljeno im je i neograničeno naseljavanje po gradovima te pristup obrazovnim ustanovama. Sve to je za posljedicu imalo jačanje estonskog nacionalnog identiteta. To se razdoblje, u kojem je došlo do pojačane književne, kazališne i glazbene djelatnosti, naziva Estonski narodni preporod (estonski: Ärkamisaeg). Iako je estonski kulturni preporod doživio svoj vrhunac u drugoj polovini 19. stoljeća, estonska nacionalna svijest postupno se počela razvijati cijelo stoljeće ranije, kada se sve veći broj pripadnika različitih estonskih plemena počinje nazivati zajedničkim imenom - eestlane. Biblija je prevedena na estonski jezik 1739. godine, a broj tiskanih knjiga na estonskom jeziku porastao je sa svega 18, koliko ih je bilo tokom 1750-ih, na 54 do kraja 1790-ih. Do kraja stoljeća, više od polovine odrasle seoske populacije bilo je sposobno čitati i pisati.
Prvi sveučilišno obrazovani intelektualci koji su se službeno deklarirali Estoncima javljaju se tijekom 1820-ih godina, a najistaknutiji među njima bili su Friedrich Robert Faehlmann (1798. – 1850.), Kristjan Jaak Peterson (1801. – 1822.) i Friedrich Reinhold Kreutzwald (1803. – 1882.). Ipak, vladajuću elitu u kulturnom i gospodarskom pogledu i dalje su činili Nijemci. Prvi koji je Estonce smatrao jedinstvenim narodom, jednakim svim ostalim narodima u zemlji, bio je baltičkonjemački estofil Garlieb Merkel (1769. – 1850.), koji je tako postao simbolom estonskog nacionalnog kulturnog pokreta. Estonski kulturni pokret postupno se širio i postajao sve ambiciozniji, a estonski kulturno-politički lideri iz sredine 19. stoljeća, Carl Robert Jakobson (1841. – 1882.), Jakob Hurt (1839. – 1907.) i Johann Voldemar Jannsen (1819. – 1890.), sve otvorenije su zastupali i teze o političkoj autonomiji po ugledu na Finsku. Godine 1862., na estonskom i njemačkom jeziku tiskan je nacionalni ep Kalevipoeg (hrvatski: Kalevov sin).
Ruske vlasti su krajem 1890-ih, s ciljem da suzbiju jačanje estonskog nacionalizma, provele intenzivan proces rusifikacije na teritoriju Estonije. U tom razdoblju, mnoge su ustanove na njemačkom jeziku zatvorene ili su svoju djelatnost počele obavljati na ruskom jeziku (poput Sveučilišta u Tartuu). Proces rusifikacije naišao je na znatan otporu estonskom narodu, a sve su se češće počeli pojavljivati zahtjevi za većom političkom autonomijom pa i potpunom neovisnošću od Ruskog Carstva. Upravo u ovom razdoblju dolazi do novog pojačanog vala nacionalizma, na čijem su čelu bile ličnosti poput Jaana Tõnissona i Konstantina Pätsa. Velika revolucija koja je 1905. godine izbila diljem Carstva zahvatila je i Estoniju, čije je stanovništvo zahtijevalo veće nacionalne i političke slobode.

### Neovisnost
Nakon Februarske revolucije u Rusiji 1917. godine, tadašnja Estonska gubernija po prvi je put politički ujedinjena kao zasebna politička jedinica, Autonomna estonska gubernija, čije su se granice gotovo poklapale s modernim državnim granicama. Autonomni status garantirala joj je novoizabrana ruska Privremena vlada odlukom od 12. travnja 1917. godine. Izbori za provincijsku skupštinu (estonski: Maapäev) održani su uz sudjelovanje menjševičkih i boljševičkih frakcija Ruske socijal-demokratske radničke partije, a sve s ciljem da spomenutoj stranci osiguraju što je moguće više mjesta u novoj skupštini. Boljševici, koji su izgubili te izbore, nikada službeno nisu priznali rezultate istih, te je dva dana prije početka Oktobarske revolucije u Sankt Peterburgu (5. studenoga) lider estonskih boljševika Jaan Anvelt sa svojim Vojnim revolucionarnim komitetom izvršio puč i preuzeo vlast nad zemljom. Kako legalno izabrana skupština nikada nije priznala boljševičku vlast, boljševici su je pokušali raspustiti. Iako se na svojoj posljednjoj sjednici, održanoj 15. studenog, Skupština proglasila za vrhovni i jedini legalni organ vlasti u zemlji, parlament su boljševici službeno raspustili 26. studenoga. Na novim izborima, koji su održani početkom 1918., većinu glasova dobile su stranke koje su se zalagale za neovisnost, a nacionalno vijeće proglasilo je neovisnost Estonije 19. veljače 1918. Deklaracija o neovisnosti Estonije službeno je donesena 24. veljače 1918., odmah nakon što su boljševički revolucionari napustili Tallinn. Već slijedećeg dana, njemačke su trupe umarširale u grad, a nakon okupacije cjelokupnog teritorija Estonije i Latvije, predloženo je osnivanje satelitske države imena Ujedinjeno Baltičko Vojvodstvo (njemački: Vereinigtes Baltisches Herzogtum). Shodno odredbama Brestlitovskog mirovnog sporazuma između Rusije i Centralnih sila potpisanog 3. ožujka 1918., Rusija je službeno okončala svoje sudjelovanje u Prvom svjetskom ratu, a odrekla se i svih teritorijalnih pretenzija na Estoniju (između ostalih). Njemačka okupacija Estonije trajala je do studenog 1918., kada je vlast u zemlji službeno ponovo preuzela Privremena estonska vlada.
Nekoliko dana nakon povlačenja njemačkih postrojbi, sovjetska Crvena armija ponovo je izvršila invaziju na Estoniju, što je dovelo do novog rata. Estonska vojska uspjela je protjerati sve sovjetske trupe sa svog teritorija do kraja veljače 1919., a od 5. do 7. travnja iste godine održani su i izbori za Estonsku ustavotvornu skupštinu. Estonski rat za neovisnost trajao je punih 14 mjeseci, od 28. studenoga 1918. do 2. veljače 1920. godine, kada je potpisivanjem mirovnog ugovora u Tartuu Rusija i službeno priznala Estoniju kao neovisnu zemlju. Republiku Estoniju su među prvima službeno priznale Finska (7. srpnja 1920.), Poljska (31. prosinca 1920.), Argentina (12. siječnja 1921.) i "Zapadni saveznici" (26. siječnja 1921.).
Prvi Ustav Estonije službeno je usvojen 15. lipnja 1920. (na snagu je stupio 21. prosinca iste godine), a po njemu, Estonija je uređena kao parlamentarna republika. Nacionalni parlament (Riigikogu) činilo je 100 zastupnika, koji su birani na trogodišnji mandat. Ustav je garantirao i kulturnu autonomiju svim manjinskim zajednicama u zemlji. Godine 1924., Sovjetski Savez organizirao je komunistički puč u Estoniji, koji je, međutim, ubrzo propao.
Velika depresija koja je zahvatila zemlju tijekom 1930-ih dovela je do jačanja nacionalističkih pokreta u zemlji, a jedan od najutjecajnijih bio je pokret Vaps, savez vojnih veterana rata za neovisnost, koji se zalagao za ustavne reforme i prelazak s parlamentarnog na predsjednički sustav. Referendum o ustavnim promjenama održan je u listopadu 1933., a većina građana (72.7%) izjasnila se za ustavne reforme. Kandidat pokreta Vaps, Andres Larka, bio je glavni favorit na predsjedničkim izborima koji su se trebali održati u travnju 1934. Međutim, aktualni premijer, Konstantin Päts, raspustio je parlament 12. ožujka, uspostavio autoritarnu vlast i vladao zemljom na temelju dekreta sve do 1938., lažno tvrdeći da tako sprječava nepostojeće planove Vapsa za državni udar. U tom razdoblju, koji se u estonskoj historiografiji označava kao "Doba šutnje" (estonski: vaikiv ajastu), Päts je vladao diktatorski, zabranio je djelovanje pokreta Vaps i mnoge njegove utjecajne pristalice osudio na zatvorske kazne. Podršku su mu pružili general Johan Laidoner i političar Kaarel Eenpalu. Pätsova novoformirana Patriotska liga ubrzo je postala jedina legalna politička stranka u zemlji. Kako bi dao legitimnost svojoj diktaturi, Päts je promijenio Ustav i 1938. organizirao parlamentarne izbore, na kojima su opozicijski kandidati smjeli sudjelovati, ali samo kao neovisni kandidati, dok su stranke ostale zabranjene. Iako se radilo o diktaturi, povjesničari smatraju kako je Pätsov režim bio relativno benigan u odnosu na druge međuratne diktature u Europi te kako nije bilo sustavne represije nad opozicijom u zemlji.
Republika Estonija je na polju vanjske politike zastupala politiku neutralnosti, a njena neutralnost poštovana je sve do 23. kolovoza 1939., kada je potpisan pakt Ribbentrop-Molotov o podjeli interesnih sfera na istoku Europe između Sovjetskog Saveza i Trećeg Reicha. Shodno tom sporazumu, Estonija je potpala pod sovjetsku sferu utjecaja.

### Drugi svjetski rat
Sovjetski Savez napao je Poljsku 17. rujna 1939., nešto manje od tri tjedna nakon početka Drugog svjetskog rata. Poljska podmornica klase ORP Orzeł koja je bila usidrena u luci u Tallinnu nesmetano je napustila luku i otplovila u Ujedinjeno Kraljevstvo unatoč zahtjevima sovjetskih vlasti da bude razoružana, a njena posada internirana na tlo Sovjetskog Saveza. Sovjetske vlasti su kasnije iskoristile taj slučaj (poznat i kao Orzeljski incident) i već 24. rujna 1939. godine, uz prijetnje ratom, zahtijevale od estonskih vlasti dozvole za postavljanje vojnih baza na njihovom teritoriju (s maksimalno 25 000 vojnika u njima). Vlasti Estonije su četiri dana kasnije, 28. rujna, pristale na ultimatum i dopustile sovjetskim trupama pristup estonskom teritoriju.
Sovjetska baltička flota je 12. lipnja 1940. izvršila potpunu pomorsku blokadu Estonije, a svega četiri dana kasnije Sovjetski Savez je izvršio i službenu invaziju na Estoniju. U zemlji je ubrzo uspostavljena komunistička vlast pod diktatom Moskve te je Estonija 21. srpnja 1940. i službeno proglašena "socijalističkom republikom". Estonija je i formalno postala članica Sovjetskog Saveza 6. kolovoza, kada je i preimenovana u Estonsku Sovjetsku Socijalističku Republiku. Već u prvoj godini sovjetske uprave pohapšeno je više od 8 000 istaknutih estonskih političkih i vojnih lidera. Oko 2 200 uhapšenih je strijeljano, dok je ostatak protjeran u gulage širom Sibira. Masovne deportacije estonskog stanovništva nastavile su se i u slijedećim godinama, a zaključno sa 14. lipnjom 1941. godine deportirano je oko 10 000 estonskih civila koje su sovjetske vlasti smatrale protivnicima režima.
Treći Reich napao je Sovjetski Savez 22. lipnja 1941. godine, a trupe Wehrmachta su već u srpnju iste godine, uz svesrdnu pomoć gerilskih antisovjetskih grupa znanih kao Šumska braća, prodrle na tlo Estonije, čime je započeo tzv. Ljetni rat (estonski: Suvesõda). Iako je lokalno stanovništvo dočekalo njemačke vojnike kao osloboditelje, ubrzo je postalo jasno da ne postoje nikakve naznake o eventualnoj obnovi estonske državnosti. Teritorij Estonije pripojen je provinciji Reichskommissariat Ostland, a osnovane su i posebne sigurnosne snage (Sicherheitspolizei) na čijem je čelu bio Ain-Ervin Mere. Njemačke okupacijske vlasti provodile su i masovne regrutacije, a zanimljivo je da se znatan broj estonskih mladića dobrovoljno priključivao Finskoj vojsci u borbama protiv Sovjeta. U finskoj vojsci je tako postojao poseban puk koji su činili isključivo estonski dobrovoljci (Finski pješadijski puk 200; estonski: soomepoisid). U Estoniji je djelovala zasebna Waffen-SS divizija (20. divizija) koju je činilo oko 20 000 estonskih vojnika.
Njemačke su vlasti i na području Estonije, baš kao i na svim okupiranim područjima, vršile masovne egzekucije Židova, Roma i drugih antifašista. Od oko 4 500 Židova, koliko ih je živjelo u Estoniji prije početka rata, njih oko 75% izbjeglo je smrt pobjegavši na slobodni teritorij Sovjetskog Saveza, dok je preostalih oko 1 000 Židova uglavnom pobijeno u koncentracijskim logorima već u prvoj godini nacističke okupacije. U estonske koncentracijske logore dopremani su židovski zatvorenici iz drugih okupiranih dijelova Istočne Europe, a prema procjenama, u logorima je stradalo oko 10 000 Židova, 6 000 etničkih Estonaca, oko 1 000 etničkih Rusa, te preko 20 000 sovjetskih ratnih vojnih zarobljenika (ukupan broj žrtava je oko 35 000 − 40 000 osoba).
Sovjetske trupe su u siječnju 1944. krenule u protuofenzivu, potisnuvši nacističke jedinice na zapad sve do estonskih granica. Kada je postalo jasno da se trupe Crvene armije neće zaustaviti na estonskim granicama došlo je do početka masovne mobilizacije za obranu od sovjetske vojske. Posljednji legalno izabrani premijer Estonije, Jüri Uluots putem radija pozvao je sve vojno sposobne muškarce da se dobrovoljno prijave u vojsku za obranu zemlje od nove "sovjetske agresije". Već narednog dana, u vojsku se dobrovoljno prijavilo preko 38 000 estonskih mladića, a ubrzo se u zemlju vratio i veliki broj dobrovoljaca iz Finske koji su se priključili novoosnovanoj Teritorijalnoj obrani. Estonske vlasti u egzilu računale su i na pomoć zapadnih zemalja u očuvanju vlastite nezavisnosti.
Povlačenje njemačkih trupa iz Estonije započelo je 18. rujna 1944., a posljednji njemački vojnici napustili su zemlju pred naletom sovjetske armije 22. rujna iste godine. Zajedno s njemačkim okupatorima, zemlju je napustila i estonska vlada koja je sve do 1992. i obnove državnosti zemlje, djelovala kao vlada u egzilu iz Stockholma.
Tokom Drugog svjetskog rata poginulo je oko 80 000 Estonaca, dok je njih oko 70 000 iz raznih razloga emigriralo iz zemlje.

### Sovjetsko razdoblje
Premda je Crvena armija krajem 1944. godine protjerala jedinice Wehrmachta s estonskog teritorija i ponovo uspostavila svoju vlast na cijelom području, sukobi s preostalim gerilskim skupinama koje su se protivile sovjetskoj vlasti nastavili su se sve do 1953. godine. Estonski ogranak gerilske organizacije Šumska braća činilo je između 14 000 i 15 000 ljudi. Od studenoga 1944. do studenoga 1947. godine, pripadnici ove grupe izvršili su 773 oružana napada u kojima je ubijeno oko 1000 sovjetskih vojnika i pristalica sovjetske vlasti, a kontrolirali su i značajan broj sela diljem zemlje. Prema sovjetskim statističkim podacima, do kraja 1953., gerilski je pokret činila ukupno 20 531 osoba, od čega je njih 1 510 ubijeno u oružanim sukobima. Prema istim podacima tijekom sukoba stradalo je 1728 vojnika Crvene armije, agenata NKVD-a i estonske policije. Posljednji živi pripadnik ove grupacije u Estoniji uhapšen je i ubijen 1978. godine.
U represijama koje su uslijedile u prvim poslijeratnim godinama, velik broj osoba procesuiran je zbog optužbi za kolaboracionizam, a u druge dijelove zemlje prisilno su raseljavane cijele obitelji. Tako je samo tijekom ožujskih deportacija iz Estonije u Sibir deportirano 20 713 osoba (od čega su 15 916 bili žene i djeca). Prema suvremenim procjenama, Estonija je tijekom rata i u poslijeratnim represijama izgubila između 180 i 200 000 ljudi, odnosno oko 20 % od ukupne prijeratne populacije. Deportirano stanovništvo "zamijenili" su doseljenici iz drugih dijelova Sovjetskog Saveza, što je u kratkom razdoblju dovelo do potpune promjene demografske strukture Estonije.
Estonija je tijekom rata doživjela velika razaranja, izgubila je značajan dio stanovništva (što u borbama, što uslijed kasnijih seoba), a uništeno je i više od polovine ukupne infrastrukture u zemlji. Odmah po okončanju rata, sovjetske su vlasti u zemlji uspostavile sovjetski samoupravni model i već 1945. godine onemogućeno je privatno vlasništvo u industrijskom sektoru (a dvije godine kasnije i u trgovačkoj djelatnosti). Izvršena je kolektivizacija poljoprivrednih zemljišta, a u prvih nekoliko poslijeratnih godina oduzeto je preko 900 000 hektara zemljišta i šuma, koji su pretvoreni u državna dobra (do kraja 1950., u Estoniji je bilo 2213 kolhoza) ili su dodijeljeni brojnim doseljenicima iz ostalih dijelova Sovjetskog Saveza. Odmah nakon rata, sovjetske su vlasti oduzele Estonskoj SSR oko 2230 km² teritorija na istoku s većinskim ruskim stanovništvom, priključivši taj teritorij Ruskoj SFSR (teritorij istočno od Narve i Pečorski rajon).
Na čelu sovjetske Estonije (estonski: Eesti Nõukogude Sotsialistlik Vabariik, ENSV) nalazili su se etnički Estonci rođeni na teritoriju Rusije i školovani u sovjetskim školama, a za većinu njih estonski je bio tek drugi jezik, zbog čega su ih u Estoniji podrugljivo nazivali Jestoncima (estonski: jeestlased, jeestlane). Svu vlast u zemlji držala je Komunistička partija Estonije (estonski: Eestimaa Kommunistlik Partei) koja je predstavljala teritorijalni ogranak Komunističke partije Sovjetskog Saveza (KPSS), odnosno Savjet ministara. Većina zapadnih zemalja nikada nije de iure priznala sovjetsku vlast u Estoniji, iako su Sjedinjene Države i Ujedinjeno Kraljevstvo kao sudionici konferencije u Jalti de facto priznali sovjetsku državu i njene granice. Mnoge su zemlje za službenu estonsku vlast priznavale vladu koja je djelovala u egzilu (i takvo je stanje ostalo na snazi sve do obnove državnosti 1991. godine).
Nakon što je Nikita Hruščov došao na čelo KPSS-a, došlo je do političkog poboljšavanja odnosa između službene Moskve i ostalih sovjetskih država, pa su tako već 1956. bili omogućeni i prvi povratci deportiranih osoba iz progonstva. Estonska komunistička partija dobila je određen stupanj autonomije u svom djelovanju u odnosu na KPSS. Intenzivna industrijalizacija, koju su provodile sovjetske vlasti, preobrazila je Estoniju u jednu od industrijski najrazvijenijih i najurbanijih sovjetskih republika s udjelom gradske populacije od čak 65 % u 1970. godini. Životni standard estonskog stanovništva bio je znatno viši od prosječnog na nivou Sovjetskog Saveza.
U drugoj polovici 1970-ih dolazi do jačanja disidentskih pokreta širom zemlje, a posebno u pribaltičkim sovjetskim republikama. Od kraja rujna pa do početka listopada 1980. godine, širom Estonije održani su brojni antisovjetski studentski prosvjedi koji su nasilno ugušeni. Nešto kasnije, 28. listopada javno je objavljeno Pismo četrdesetorice, kao svojevrstan manifest protiv daljnje sovjetizacije, a koji je potpisalo 40 najpoznatijih estonskih intelektualaca tog vremena. Europski parlament je 13. siječnja 1983. godine donio rezoluciju kojom je osudio čin aneksije pribaltičkih zemalja od strane Sovjetskog Saveza, označivši ga kao kršenje međunarodnih sporazuma koje je Sovjetski Savez imao sa spomenutim republikama, ujedno pozvavši na nepriznavanje aneksije.

### Obnova nezavisnosti
U drugoj polovici 1980-ih, diljem Sovjetskog Saveza dolazi do jačanja nacionalnih pokreta, gospodarstvo je doživjelo veliki pad, nezadovoljstva građana socijalnim i političkim statusom bivala su sve veća, a tadašnji sovjetski lider Mihail Gorbačov pokušao je provesti čitav niz ekonomskih i političkih reformi (perestrojka) kako bi stabilizirao situaciju u zemlji. Prosvjedi protiv vlasti postajali su sve učestaliji i sve žešći. Pokušaji vlasti da na sjeveru Estonije otvore nova postrojenja za eksploataciju fosforita doveli su do masovnih prosvjeda estonskog stanovništva. Prosvjedi koji su izbili 3. travnja 1987. nazvani su Fosforitni rat (estonski: Fosforiidisõda) i premda su u osnovi imali ekološki karakter zbog prijetnji zagađenjem životne sredine, imali su i snažan politički predznak pošto su estonski lideri smatrali da bi otvaranje novih industrijskih pogona dovelo do novih masovnih migracija radne snage iz Rusije. U službenom glasniku gradskog odbora u Tartuu od 26. rujna 1987. objavljen je prijedlog buduće estonske ekonomske nezavisnosti (estonski: Isemajandav Eesti) unutar granica zajedničke države. Državne vlasti su ovaj prijedlog označile činom separatizma.
Tijekom 1988., intenzivira se razvoj nacionalnih političkih stranaka, tako da je u travnju osnovan Estonski narodni front (estonski: Rahvarinne) pod vodstvom Edgara Savisaara, koji se zalagao za perestrojku te političke i ekonomske reforme. Za kratko vrijeme, Narodni front postao je najmasovnijim pokretom na teritoriju sovjetske Estonije. Kao odgovor na sovjetsku represiju, nekoliko je desetaka tisuća ljudi na festivalu folklora u Tallinnu (održanom od 10. do 14. lipnja 1988.) pjevalo domoljubne pjesme i nosilo tradicionalna državna obilježja iz predsovjetskog razdoblja. Mirni prosvjedi nastavili su se i u slijedećem razdoblju, a cijeli je pokret ostao zapamćen kao Raspjevana revolucija. Ubrzo su se formirali i radikalniji nacionalni pokreti, koji su zahtijevali obnovu neovisnosti zemlje. Vrhovni sovjet Estonske SSR na sjednici održanoj 16. studenoga 1988. godine donio je odluku o proglašenju suvereniteta Estonske SSR. Istovremeno, na drugoj su se strani počele okupljati ruske političke i građanske elite koje su inzistirale na opstanku zajedničke države.
Dana 23. kolovoza 1989., organizirana je akcija poznata kao Baltički put (estonski: Balti kett), u sklopu koje je oko dva milijuna ljudi formiralo kontinuiran ljudski lanac dužine preko 600 km, koji je povezao Tallinn, Rigu i Vilnius. Estonski vrhovni sovjet je 12. studenog 1989. godine stavio van snage Deklaraciju o pristupanju Estonije Sovjetskom Savezu od 22. srpnja 1940. godine, a ubrzo potom i većinom glasova usvojio Deklaraciju o nacionalnom suverenitetu. Krajem veljače 1990. godine, formiran je Estonski kongres od 464 člana, koji je djelovao kao prijelazni nacionalni parlament. Komunistička partija Estonije službeno je istupila iz članstva u KP Sovjetskog Saveza 25. ožujka 1990. godine.
Estonski vrhovni sovjet 8. svibnja 1990. proglasio je Ustav iz 1938. kao važeći pravni akt Estonije. Predsjedavajući Vrhovnog sovjeta Ruske SFSR, Boris Jeljcin, posjetio je Tallinn 12. siječnja 1991. i s predsjednikom Estonskog vrhovnog Sovjeta, Arnoldom Rüütelom, potpisao dokument o obnovi međudržavnih odnosa između Rusije i Estonije te međusobnom priznanju dvije zemlje.
Referendum o neovisnosti Estonije održan je 3. ožujka 1991. godine i na njemu se 78.4% glasača izjasnilo za neovisnost od Sovjetskog Saveza. Nekoliko dana kasnije, održan je svesovjetski referendum o opstanku zajedničke sovjetske države, koji su estonske vlasti bojkotirale, a glasanje je održano jedino na sjeveroistoku zemlje, u većinski ruskim područjima. Dan poslije neuspješnog državnog udara u Moskvi, 20. kolovoza 1991., estonski je parlament i službeno proglasio obnovu nezavisnosti Estonije. Već 17. rujna iste godine, Republika Estonija postala je punopravnom članicom Ujedinjenih naroda. Prva zemlja koja je priznala obnovljenu estonsku nezavisnost bio je Island.
Novi, četvrti po redu Ustav službeno je stupio na snagu nakon što je usvojen na referendumu održanom 28. lipnja 1992. Odmah nakon proglašenja nezavisnosti, estonske vlasti vodile su pregovore s Rusijom o povlačenju preostalih ruskih trupa stacioniranih po bazama na estonskom teritoriju. Nakon trogodišnjih pregovora, posljednje ruske trupe napustile su Estoniju 31. kolovoza 1994. Tijekom 1996., Estonija je izvršila demarkaciju svoje južne granice s Latvijom, dok je pogranični ugovor s Rusijom potpisan 18. svibnja 2005. Njime su dvije zemlje neznatno redefinirale granicu koju su dijelile od 1991.
Nakon stjecanja neovisnosti, jedan od strateških ciljeva zemlje bila je integracija u pravno-politički i ekonomski sustav Europske unije. S tim u vezi, Estonija je službeno započela pregovore o članstvu u EU tokom 1998. godine. Nakon uspješno okončanih pregovora o članstvu, stanovnici Estonije su se na referendumu održanom 14. rujna 2003. odlučili za punopravno članstvo u EU (na referendumu je sudjelovalo 64.1% registriranih birača, a za članstvo se izjasnilo njih 66.8% dok je protiv bilo njih 33.2%). Estonija je postala punopravnom članicom Unije 1. svibnja 2004. (zajedno s još devet država iz Istočne i Srednje Europe). Mjesec dana ranije, Estonija je postala i punopravnom članicom NATO pakta.
Estonija je 1. siječnja 2011. postala i dijelom eurozone i kao službenu valutu umjesto dotadašnje estonske krune uvela euro (stare novčanice su zamijenjene novim po službenom tečaju od 15.6466 kruna za 1€).

## Geografija
Republika Estonija smještena je u istočnom dijelu baltičkog bazena, na prijelazu iz Istočne u Sjevernu Europu. Obuhvaća teritorij površine 45 227 km² i po tom se parametru nalazi se na 31. mjestu među europskim državama, odnosno na 129. mjestu u svjetskim okvirima. Estoniji pripadaju i teritorijalne vode Baltičkog mora na udaljenosti od 12 nautičkih milja od obale (22,2 km).
Najsjevernija točka Estonije leži na sjevernoj obali otoka Vaindloo (59°49′17″N 26°21′31″E / 59.82139°N 26.35861°E), dok je najsjevernija točka kontinentalnog dijela poluotok Purekkari (59°40′31″N 25°41′49″E / 59.67528°N 25.69694°E). Najjužnija točka je kod sela Karisöödi na granici s Latvijom (57°30′33″N 26°37′00″E / 57.50917°N 26.61667°E). Zapadna točka nalazi se na otoku Nootamaa (58°19′20″N 21°45′51″E / 58.32222°N 21.76417°E); u kontinentalnom dijelu, to je rt Ramsi (59°01′31″N 23°24′15″E / 59.02528°N 23.40417°E). Najistočnija točka nalazi se istočno od grada Narve (59°22′13″N 28°12′36″E / 59.37028°N 28.21000°E). Najveća udaljenost između dva lokaliteta krećući se cestom iznosi oko 400 km. Većina otoka nalazi se u blizini kontinentalnog dijela zemlje, a najudaljeniji je otok Ruhnu u Riškom zaljevu, koji je od kopna udaljen 65 km.
Na sjeveru i istoku, Estonija izlazi na obale Baltičkog mora, odnosno na njegove zaljeve - Finski na sjeveru i Riški na jugozapadu. Finski zaljev razdvaja Estoniju od Finske (udaljenost između Helsinkija i Tallinna iznosi svega 87 km), dok je središnji dio Baltičkog mora razdvaja od Švedske. Ukupna dužina estonske obale, uključujući i obale baltičkih otoka, iznosi 3 794 km. Estonija ima kopnene granice na jugu i istoku, u ukupnoj dužini od 657 km. Na jugu graniči s Latvijom u dužini od 333 km, dok je na istoku granica s Rusijom u dužini od 324 km. Najveći dio državne granice s Rusijom ima prirodni karakter i proteže se akvatorijem Čudsko-pskovskog jezera i rijekom Narvom, dok je jedina kopnena granica na području Pečorskog rajona Pskovske oblasti. Vlasti Estonije smatraju Pečorski rajon (teritorij površine 1 251 km²) dijelom svog teritorija pod privremenom okupacijom Rusije.

### Geologija
Najveći dio estonskog teritorija čine sedimentne stijene iz doba paleozoika, koje su prekrivene nešto tanjim kvartarnim naslagama. Te stijene izbijaju na površinu jedino u priobalnim područjima i jezersko-riječnim depresijama, na mjestima gdje je erozija ogolila površinski kvartarni sloj. Sjeverna obala u svojoj osnovi izgrađena je od vapnenačkih stijena i podložna je intenzivnoj abraziji. Depresije u središnjem dijelu zemlje nastale su na doticaju tvrđih silurskih vapnenaca s mekšim devonskim pješčenjacima. Prije oko 350 milijuna godina, krajem devona, došlo je do konačnog povlačenja mora sa sadašnjeg estonskog kopna. More je za sobom ostavilo pjeskoviti plato koji se proteže od Finske na sjeveru do Latvije na jugu, te od Rusije do Švedske. Intenzivna erozija površinskih središnjih dijelova Estonije i obala Finskog zaljeva započela je prije oko 65 milijuna godina (početkom kenozoika) i trajala je sve do posljednje pleistocenske glacijacije (prije oko 2 milijuna godina). U to vrijeme, Sjevernoestonski klint bio je visok i do 150 m te je razdvajao sjeverne dijelove vapnenačkog platoa od depresija kojima su tekle rijeke na području današnjeg Finskog zaljeva.
Suvremeni reljef Estonije posljedica je djelovanja pleistocenskih ledenjaka. Prije oko 12 000 godina, gotovo većina suvremenog teritorija Estonije bila je prekrivena moćnim ledenim naslagama zaleđenog Baltičkog jezera. Sjeverna i zapadna obala Estonije je prije oko 7 000 godina bila pod vodama tadašnjeg prethodnika suvremenog Baltičkog mora. Led koji se na kraju pleistocenske glacijacije postupno povlačio prema sjeveru sa sobom je nosio znatne količine finih glina i pijeska s viših područja i taložio ih u nizinskim područjima uz obalu. Pleistocenska glacijacija je tako u potpunosti izmijenila reljef tog područja. U odnosu na preglacijalno razdoblje, razina mora porasla je za više od 100 m i voda je prekrila značajan dio područja koja su ranije bila kopno. Nakon topljenja moćnih ledenih naslaga, tlo se oslobodilo pritiska, što je dovelo do postupnog izdizanja razine kopna, a proces izdizanja i danas je uočljiv u sjeverozapadnom dijelu zemlje, gdje se na godišnjoj razini tlo diže za 2−3 milimetra. Izdizanje za posljedicu ima povećanje kopnene mase, a uz obalu se formiraju brojni novi otočići i hridi.
Površinske kvartarne naslage formirale su se tijekom i poslije posljednjeg glacijalnog procesa. Prosječna debljina glacijalnih sedimenata na platoima sjeverne i središnje Estonije je od 2 do 3 metra, dok je u južnim dijelovima ona 5 − 10 m. Vapnenački platoi na kojima je vidljiva odstnost kvartarnih sedimenata − ili su ti sedimenti pak jako tanki (svega nekoliko centimetara) − nazivaju se alvari. Maksimalna debljina kvartarnih sedimenata, koja dostiže i do 100 m, vidljiva je u drevnim dolinama i akumulacijskim morenskim pobrđima na krajnjem jugu i jugoistoku.
Značajan utjecaj na razvoj suvremenog reljefa u nizinskim područjima odigrala su brojna tresetišta. Prva tresetišta u Estoniji nastala su prije oko 8 000 godina, a najintenzivniji proces nastanka treseta u močvarama odigrao se tijekom posljednje dvije tisuće godina. Niska tresetišta danas prekrivaju oko petinu estonskog teritorija.
Sjeverni dio Estonije seizmički je aktivno područje, a potresi, iako rijetki, nisu neuobičajena pojava. Najjači potres koji je pogodio ovu zemlju dogodio se 25. listopada 1976. s epicentrom u moru nedaleko od sjeverne obale otoka Osmussaar. Hipocentar potresa nalazio se na dubini od 10 − 13 km, a magnituda u hipocentru iznosila je 4.7 po Richterovoj ljestvici. Potres je izazvao manja oštećenja na starijim objektima, a na nekim je mjestima došlo i do manjeg urušavanja stijena uz obalu. Bio je to službeno najjači zabilježeni potres u povijesti Estonije.

### Reljef
Estonija obuhvaća sjeverozapadni dio prostrane Istočnoeuropske nizine i njenim reljefom dominira nisko i ravno tlo te manja uzvišenja morenskog porijekla mjestimično ispresijecana riječnim dolinama i ujezerenim depresijama. Prosječna nadmorska visina je oko 50 m i postupno raste od baltičkih obala prema unutrašnjosti. Najviša je točka brdo Suur Munamägi, na krajnjem jugoistoku zemlje, na gorju Haanja, koje s nadmorskom visinom od 318 m ujedno predstavlja i najvišu točku istočne baltičke regije.
Gorja zauzimaju uglavnom središnje, južne i jugoistočne dijelove zemlje, a njihove osnove su uglavnom na nadmorskim visinama od 75 do 100 m. Gorja su obično međusobno razdvojena dubokim depresijama kojima prolaze riječni tokovi. Ovisno o djelovanju vanjskih sila na reljef viših dijelova, estonska gorja, u osnovi morenskog porijekla, dijele se na akumulacijska i erozivna. Erozivna gorja su uglavnom dosta zaravnjena, a njihova je stjenovita osnova prekrivena relativno tankim slojem kvartarnih stijena. Dva najtipičnija erozivna gorja u Estoniji su Pandivere u središnjem dijelu (najviši vrh je Emumägi sa 166 m visine) i Sakala (s najvišim vrhom Härjassaare sa 147 m visine) u južnom dijelu zemlje. Akumulacijska gorja znatno su viša, raščlanjenija i također su prekrivena nešto moćnijim kvartarnim sedimentima. Tri najznačajnija gorja akumulativnog tipa su Haanja na jugoistoku (gdje se nalazi i najviša točka u zemlji, brdo Suur Munamägi s 318 m visine), Otepää na jugu (najviša točka je brdo Kuutsemägi s 217 m), te Karula na jugu (s najvišom točkom Tornimägi, koja ima 137 m). Viša područja još su i drumlini Saadjärve (s visinom od 144 metra), Zapadnosaremsko gorje (54 metra) i gorje Jõhvi (81 m).
U viša područja ubrajaju se i ledenjački platoi, koji se nalaze u sjevernom dijelu zemlje, a najupečatljiviji su platoi Harju i Võru. Oba su platoa od obale Finskog zaljeva odvojena strmom eskarpom baltičkog klifa i leže na nadmorskim visinama između 30 i 70 m. Ravna i jednolična površina platoa mjestimično je isprekidana riječnim dolinama i krškim udubljenjima. Plato Harju je uslijed intenzivne erozije raščlanjen na nekoliko manjih platoa (Toompea i Viimsi kod Tallinna te arhipelag Pakri). S druge strane, prirodni reljef platoa Võru modificiran je umjetnim putem uslijed eksploatacije uljnih škriljaca i odlaganja jalovine i pepela. U južnom dijelu nalazi se plato Ugandi (visine 40 − 100 m), raščlanjen drevnim dolinama. Nešto viša područja su i Srednjoestonska ravnica (60 − 80 m) te Kõrvemaa (50 − 90 m visine)
Nizinska područja rasprostranjena su uz obale Baltičkog mora, Čudsko-pskovskog jezera i jezera Võrtsjärv. Nadmorska visina tih područja je ispod 50 m, a teren je često poplavljen. Nizine zauzimaju oko polovicu estonskog teritorija, a najprostranije se nalaze u sjeverozapadnim i zapadnim dijelovima zemlje. Najveće nizinsko područje je Zapadnoestonska nizina, koja predstavlja nisko i močvarno područje u sklopu kojeg se mjestimično izdižu vapnenačka uzvišenja visine do 20 m (Kirbla, Mihkli Salumägi Hill, Salevere Salumägi i drugi). Južnije, uz obale Riškog zaljeva, nalazi se Parnska nizina, također močvarno područje u čijoj se osnovi nalaze devonske pješčare. Od mora je odvojena visokim pješčanim dinama, koje se pružaju uz obale Riškog zaljeva.
Zapadnoestonska nizina se dalje na zapadu nastavlja na otoke zapadnoestonskog arhipelaga, čijim reljefom dominiraju niska i ravna područja maksimalne visine do 20 m. Nadmorska visina na otocima postupno raste prema zapadu, a posebno dolazi do izražaja na zapadu Saareme i na poluotoku Sõrve na Hiiumi. Duž sjeverne obale Saareme i otoka Muhu proteže se do 21 metra visoki klif po imenu Panga.
Većim dijelom sjeverne obale prostire se uska Sjevernoestonska priobalna ravnica, stisnuta između voda Finskog zaljeva na sjeveru i Baltičkog klinta na jugu. Širina ovog područja varira od nekoliko metara do dvadesetak kilometara i na tom dijelu obale nalaze se brojni manji poluotoci, zaljevi i otoci. Uz sjeverne i zapadne obale Čudsko-pskovskog jezera (na estonskom se to jezero naziva Peipsi) također se nalaze niske i močvarne ravnice, a isti karakter ima i depresija uz jezero Võrtsjärv u južnom dijelu zemlje. Uz sjevernu obalu jezera Peipsi je nizina Alutaguse, dok se zapadno od jezera nalazi priobalna nizina.
Depresije i doline također predstavljaju značajne oblike reljefa u južnom dijelu zemlje i smještene su između nešto viših gorja, koja se međusobno razdvajaju. Dolina rijeke Valge (visina 40 − 80 m) razdvaja gorje Sakala, s jedne, od gorja Karula i Otepää, s druge strane. Dolina Valge na sjeveroistoku nastavlja se na dolinu rijeke Väike Emajõgi, koja se dalje pruža sve do jezera Peipsi. Između Haanje i Karule nalaze se doline Võru i Hargla (visine 70 − 100 m).
- Satelitska snimka Estonije.
- Obala otoka Osmussaar.
- Ukupno 2 549 km² (ili 5,6% ) estonskog kopna nalazi se pod tresetištima.[162]
- Teritorij Estonije sadrži oko 50% šumskih površina.
- Najduža drvena staza kroz tresetišta duga je 627 km.[163]

Baltički klint, koji se prostire uz sjevernu obalu Estonije predstavlja jednu od najdužih erozivnih eskarpi u cijeloj sjevernoj Europi (prostire se od Ålandskih otoka do jezera Ladoga). U sjeverozapadnim i sjeveroistočnim dijelovima, Baltički klint ima karakter erozivnog klifa i izlazi na obale Finskog zaljeva. Najviši dio Estonskog klifa nalazi se kod Ontike i visok je 56 m.

### Baltička obala i otoci
Na sjeveru i zapadu, Estonija izlazi na obale Baltičkog mora, odnosno na obale njegovih zaljeva, Finskog na sjeveru i Riškog na jugozapadu. Ukupna dužina morskih obala kontinentalnog dijela Estonije iznosi 1 242 km, a računajući i otoke, estonska baltička obala dugačka je 2 551 km. Najdužu obalu među otocima ima ostrvo Saaremaa s 854 km.
Estonska obala je dosta razvedena i prepuna je malih i plitkih zaljeva i poluotoka. Uz obalu se nalaze brojni stjenoviti otoci i grebeni, a more je duž cijele estonske obale relativno plitko. Najplići dio je područje koji se nalazi na oko 15 km sjeverozapadno od Hiiume, gdje dubina mora na pojedinim mjestima dostiže svega jedan metar. Najveće dubine unutar estonskih teritorijalnih voda su u Finskom zaljevu, gdje dubine dostižu i do 100 m, dok je maksimalna dubina Riškog zaljeva oko 50 − 60 m. Riški zaljev je na sjeveru preko plitkog prolaza Väinameri, površine 2 200 km², povezan s Finskim zaljevom. Baltičko more se odlikuje jako malim plimnim valovima, čija je prosječna visina oko 10 cm. Prosječna visina valova je 1 − 2 metra, dok najviši valovi nastaju za vrijeme jakih oluja i njihova visina se kreće do 10 m na otvorenom moru, oko 6 m u Finskom i 3 − 4 metra u Riškom zaljevu. Najveći su zaljevi Narvski i Talinski u Finskom, te Parnski u Riškom zaljevu.
Estoniji pripada ukupno 2 355 otoka, računajući i baltičke i jezerske otoke. Najveća otočna skupina nalazi se zapadno od zapadne obale zemlje i sjeverno od Riškog zaljeva, a radi se o Zapadnoestonskom arhipelagu.
Zapadnoestonske otoke od kopna razdvaja uski i plitki prolaz Väinameri. Ukupna površina arhipelaga je oko 4 000 km², a čini ga oko 500 otoka. Uglavnom je riječ o manjim otocima, često zanemarive površine, a svega pet otoka u ovom arhipelagu ima površinu veću od 10 km². Površinom najveći estonski otok je Saaremaa, koji je s površinom od 2 672 km² četvrti otok po veličini u Baltičkom moru (posle Zelanda, Gotlanda i Fyna). Saaremaa je relativno nizak i ravan otok, a jedino je njegov krajnji zapadni dio, gdje se nalazi morensko Zapadnosaremsko gorje (maksimalne visine do 54 metra), nešto uzdignutiji. Drugi po veličini otok u arhipelagu je Hiiumaa s površinom od 989 km². Hiiumaa je nešto viši u usporedbi sa Saaremom, a na najvišem vrhu otoka, brdu Tornimägi (68 m visine), nalazi se najstariji estonski svjetionik. Znatnije površine imaju još i otoci Muhu (198 km²), Vormsi (93 km²) i Kassari (19.3 km²).
Najveći otoci u Riškom zaljevu su Kihnu (16.4 km²) u istočnom dijelu, Ruhnu (11.4 km²) u središnjem, te Abruka (8.78 km²) u sjevernom dijelu zaljeva (južno od južne obale Saareme).
U Finskom zaljevu nalazi se stotinjak otoka koji teritorijalno pripadaju Estoniji, a većina njih nalazi se gotovo uz samu obalu. Najsjeverniji među njima je otok Vaindloo, s površinom od svega oko 6 hektara, a od obale su nešto dalji još i otoci Keri (površine 3 ha) i Uhtju (10 ha). Najveći otoci u ovom dijelu estonskog akvatorija su Naissaar (18,6 km²), sjeverno od Tallinna, te arhipelag Pakri, koji čine dva otoka ukupne površine 24,7 km² (Suur-Pakri s 11,6 km² i Väike-Pakri s 12,9 km²). Veći otoci u zaljevu još su i Prangli (6,44 km²), Osmussaar (4,69 km²) i Aegna (2,9 km²). Osmussaar ujedno predstavlja i najzapadniju točku Finskog zaljeva.
Najveći jezerski otok je otok Piirissaar (površine 7,85 km²), koji se nalazi u južnom dijelu jezera Peipus.

### Hidrografija
Jedna od osnovnih odlika Estonije je veoma raznovrsna hidrografska mreža na čiji su nastanak djelovali klimatski faktori i reljef. Ukupna godišnja količina padalina znatno je viša od postotka gubljenja vode uslijed isparavanja, a ostatak vode (200 − 300 mm godišnje) s kopna prema oceanu otječe putem brojnih manjih vodotoka. Cijeli teritorij Estonije odvodnjava se prema baltičkom bazenu preko 4 slivna područja:
- slijev jezera Peipsi i rijeke Narve (38%);
- slijev Finskog zaljeva (uz izuzetak rijeke Narve; 21%);
- slijev Riškog zaljeva (32%) i;
- bazen Zapadnoestonskih otoka (9% teritorija).

Najvažnije razvodnice u zemlji su gorja Pandivere i Sakala s kojih rijeke teku u sva tri pravca. Teritorijom Estonije teku brojne rijeke, a zajednička odlika svih njih je dosta kratak tok i niska razina vode (osim u proljeće, kada se topi snijeg i tijekom vlažnijih ljeta, kada su poplave redovna pojava). Svega 10 rijeka ima dužinu toka iznad 100 km, a većina njih teče u smjeru jezera Peipsi. Rijeka s najdužim tokom u Estoniji je Võhandu (pritok jezera Lämmijärv) s tokom od 162 km. Rijeka s najvećim protokom u Estoniji je Narva (dužina toka je 77 km), čiji prosječan protok u zoni ušća iznosi 370 m³/s. Narva je jedini pritok jezera Peipsi. 
Rijeka Emajõgi povezuje dva najveća estonska jezera, Peipsi i Võrtsjärv, a ujedno je jedina estonska rijeka koja je plovna cijelom dužinom svog toka (101 km). Najduža rijeka u središnjem i zapadnom dijelu zemlje i druga po dužini toka je Pärnu s tokom od 144 km. Rijeke Ahja i Võhandu, koje teku južnim dijelom zemlje, poznate su po svojim dubokim i pitoresknim kanjonima omeđenim devonskim pješčarama. Voda iz rijeka nerijetko se koristi za opskrbljivanje velikih gradova pitkom vodom, a tipičan primjer takvog oblika vodoprivrede je reka Pirita (105 km), čije su vode preusmjerene u jezero Ülemiste (površine 9 436 km²), iz kojeg se glavni grad Tallinn opskrbljava vodom. Po dužini toka još se izdvajaju rijeke Põltsamaa (135 km), Pedja (122 km), Keila (116 km), Kasari (112 km), Piusa (109 km) i Navesti (100 km).
Na teritoriju Estonije nalazi se oko 1 200 prirodnih jezera čija je površina veća od jednog hektra. Unutarnje vode zauzimaju oko 2 840 km². Jezera pokrivaju oko 4,7% državnog teritorija Estonije, i neravnomjerno su raspoređena po njezinom teritoriju. Najveći dio jezerskih bazena formiran je kao posljedica topljenja kontinentalnog leda u posljednjem postglacijalnom razdoblju. Većina jezera nalazi se u pobrđima na jugu i jugoistoku zemlje, u nizini Alutaguse, te u rezervatu prirode Põhja-Kõrvemaa na sjeveru zemlje. Na zapadnim otocima nalaze se brojna manja priobalna jezera koja su nastala uslijed izdizanja kopna, a najveće među njima je jezero Mullutu-Suurlaht u južnom dijelu Saareme (površina mu varira od 14,4 km² do 30 km²). Zanimljivo je da je voda kod većine otočkih jezera slana. Mnogobrojna manja jezera nalaze se u tresetištima na zapadu zemlje, a takvih vodenih bazena ima preko 20 000, ali su toliko malih površina da se i ne smatraju jezerima. Svega 42 jezera imaju površinu veću od 1 km², dok samo 20 jezera ima dubinu veću od 20 m. Najdublje je jezero Rõuge Suurjärv s dubinom od 38 m.
Najveća jezerska površina u Estoniji nalazi se na zapadu zemlje, a riječ je o Čudsko-pskovskom jezerskom sustavu s ukupnom površinom od 3 555 km², od čega Estoniji pripada 1 570 km² ili 44% akvatorija. Ovaj jezerski sustav čine tri međusobno povezana jezera — Peipsi (Čudsko jezero) je na sjeveru (2 610 km²), Lämmijärv (Toplo jezero) u sredini (235 km²) i Pihkva (Pskovsko jezero) na jugu (710 km²). Najveći vodostaj u jezeru je u proljeće u vrijeme topljenja snijega i u tom razdoblju razina vode u jezeru poveća se za više od jednog metra i plavi okolno nisko zemljište, a površina jezera poveća se za dodatnih do 780 km². Najniži vodostaj je u mjesecu listopadu. Jezero je obično pod ledom od kraja studenoga pa do kraja ožujka, a prosječna debljina leda je od 50 do 60 cm. Najveće jezero na pobrđu Otepää je jezero Pühajärv s površinom od oko 3 km² i maksimalnom dubinom do 8,5 m (iz jezera otječe rijeka Väike Emajõgi). U središnjem dijelu zemlje nalazi se jezero Võrtsjärv, koje s površinom od 270 km² predstavlja drugo po veličini estonsko jezero. Veća jezera su još i Saadjärv (7.08 km²), Vagula (5,187 km²), Veisjärv (4,811 km²) i druga.
Na teritoriju Estonije danas postoji oko 150 umjetnih jezera koja su nastala pregrađivanjem riječnih korita ili nalijevanjem prirodnih depresija u zemlji. Najveće umjetno jezero je Narvsko jezero na rijeci Narvi, koje Estonija dijeli s Rusijom. Od ukupno 200 km² njegove površine, na tlu Estonije nalazi se 40 km².
Estonija je poznata po brojnim izvorima, a prema službenim podacima registrirano je njih oko pet tisuća (premda su većina njih jako mali i tek povremeno aktivni). Neki od najljepših i vodom najizdašnijih izvora su Rosna Aliku, Esna, Prandi, Varangu i Simuna.

### Klima
U klimatskom pogledu, Estonija je smještena u prijelaznoj zoni između blage morske i oštrije kontinentalne klime, a značajan utjecaj na klimu imaju vlažne zračne mase s Atlantika koje u ovo područje prodiru preko Baltičkog mora. Prodori hladnih i vlažnih zračnih masa s Arktika redovna su pojava tijekom zime i proljetnih mjeseci.
Zbog svega toga, Estonija ima nešto više temperature u usporedbi s kontinentalnijim područjima na istoj geografskoj širini. Zbog velike geografske širine, velike su razlike u dužini dana u zimskom i ljetnom periodu. Najduži je dan za vrijeme ljetnog solsticija i tada je dužina obdanice 18 sati i 40 minuta, dok je najkraća obdanica za vrijeme zimskog solsticija i traje svega 6 sati i 2 minute. Prosječan broj sunčanih sati na godišnjoj razini kreće se od 1 600 do 1 900, a insolacija je nešto viša u priobalnom dijelu i na otocima.
Zahvaljujući utjecajima s Baltika, područja uz obalu i otoke tijekom zime imaju znatno blažu klimu, dok idući prema unutrašnjosti, klima postaje sve oštrija. Tako su prosječne siječanjske temperature zraka u zapadnom dijelu zemlje od –2º do –4 °C, dok se u istom razdoblju u unutrašnjosti temperature kreću od –6º do –7 °C. Najhladniji mjesec je veljača. Na proljeće, kopno se pak mnogo brže zagrijava te je situacija obrnuta i priobalna područja su znatno svježija pa je i kopno za oko 3.5 °C toplije. Temperature tijekom ljeta približno su jednake u cijeloj zemlji i kreću se u prosjeku između 16.0 °C i 17.4 °C. Prosječne temperature zraka na godišnjoj razini kreću se od 4,3 °C do 6,5 °C. Apsolutna maksimalna temperatura zraka izmjerena je 11. kolovoza 1992. u Võruu i iznosila je 35.6 °C, dok je apsolutno najniža temperatura od –43,5 °C izmjerena 17. siječnja 1940. u Jõgevi. Prosječna brzina vjetrova u unutarnjim dijelovima zemlje iznosi oko 4 m/s, a na otvorenom moru i u priobalnom dijelu oko 6 m/s. Olujni vjetrovi jačina iznad 15 m/s rijetki su u unutrašnjosti, dok u priobalnim dijelovima zemlje ovakvi vjetrovi pušu od 15 do 30 dana godišnje. Dominiraju zapadni vjetrovi. Estonija se nalazi u zoni dosta vlažne klime te je vlažnost zraka dosta visoka tijekom cijele godine i kreće se u vrijednostima od 80 do 83%. Vlažnost zraka najviša je tijekom zimskih mjeseci, a najniža u svibnju, kada iznosi oko 70%. Prosječna godišnja količina padalina kreće se od 550 do 800 milimetara, a najviše padalina bude u unutarnjim dijelovima zemlje, posebno na pobrđima. Apsolutni maksimum količine padalina na godišnjem nivou je 1 157 mm, na mjesečnom nivou 351 mm, a na dnevnom 148 milimetara. Snježni pokrivač je redovna pojava tijekom zimskih mjeseci i zadržava se od 75 do 135 dana.
| Klimatološki srednjaci za Estoniju | Klimatološki srednjaci za Estoniju | Klimatološki srednjaci za Estoniju | Klimatološki srednjaci za Estoniju | Klimatološki srednjaci za Estoniju | Klimatološki srednjaci za Estoniju | Klimatološki srednjaci za Estoniju | Klimatološki srednjaci za Estoniju | Klimatološki srednjaci za Estoniju | Klimatološki srednjaci za Estoniju | Klimatološki srednjaci za Estoniju | Klimatološki srednjaci za Estoniju | Klimatološki srednjaci za Estoniju | Klimatološki srednjaci za Estoniju |
| mjesec                             | sij                                | velj                               | ožu                                | tra                                | svi                                | lip                                | srp                                | kol                                | ruj                                | lis                                | stu                                | pro                                |                                    |
| ---------------------------------- | ---------------------------------- | ---------------------------------- | ---------------------------------- | ---------------------------------- | ---------------------------------- | ---------------------------------- | ---------------------------------- | ---------------------------------- | ---------------------------------- | ---------------------------------- | ---------------------------------- | ---------------------------------- | ---------------------------------- |
| apsolutni maksimum, °C             | 10,1                               | 10,1                               | 18,4                               | 27,6                               | 33,1                               | 32,4                               | 35,2                               | 35,6                               | 30,2                               | 22,2                               | 14,3                               | 12,5                               |                                    |
| srednji maksimum, °C               | −0,9                               | −1,1                               | 2,7                                | 9,5                                | 15,6                               | 19,4                               | 22,4                               | 21,3                               | 16,2                               | 9,6                                | 4,1                                | 1,0                                |                                    |
| srednja dnevna temperatura, °C     | −3,1                               | −3,8                               | −0,6                               | 4,9                                | 10,5                               | 14,8                               | 17,8                               | 16,7                               | 12,2                               | 6,7                                | 2,1                                | −1,0                               |                                    |
| srednji minimum, °C                | −5,6                               | −6,5                               | −3,9                               | 0,9                                | 5,6                                | 10,2                               | 13,2                               | 12,5                               | 8,6                                | 3,9                                | 0,0                                | −3,1                               |                                    |
| apsolutni minimum, °C              | −36,7                              | −35,0                              | −27,8                              | −15,8                              | −6,7                               | −2,5                               | 0,5                                | 0,2                                | −5,2                               | −17,0                              | −25,9                              | −34,6                              |                                    |
| Izvor: Narch (1991-2020)           |                                    |                                    |                                    |                                    |                                    |                                    |                                    |                                    |                                    |                                    |                                    |                                    |                                    |

Tijekom zimskih mjeseci ledeni pokrivač formira se duž obala obično krajem listopada i početkom studenoga, a otopi se do kraja travnja. Maksimalne temperature morske vode u ljetnim mjesecima kreću se od 16° do 17 °C na ulazu u Finski zaljev, pa do 18° i 19 °C u rubnim dijelovima mora.
Vegetacijski period traje od 180 do 195 dana, dok je razdoblje bez mraza između 110 i 190 dana.
- Klimatološki podaci za neke estonske gradove
- Tartu
- Tallinn
- Narva
- Vilsandi

### Ekologija
Teritorij Estonije nalazi se na samoj granici između istočnoeuropske i srednjoeuropske fitogegografske oblasti, što za posljedicu ima dosta veliko florističko bogatstvo. Na ovom području živi 538 vrsta i podvrsta vaskularnih biljaka (ili oko 35% od ukupnog broja europskih taksona). Od tog broja, u zemlji su registrirana 83 endemska taksona. Autohtona flora je znatno obogaćena umjetnim putem, prije svega zahvaljujući ljudskoj aktivnosti. Na tlu Estonije također je registrirano postojanje oko 2 500 vrsta algi i oko 680 vrsta lišajeva i mahovina.
Estonija se nalazi u sjevernom dijelu zone mješovitih šuma umjerenih područja, a pod šumama je gotovo polovina ukupnog državnog teritorija. Najdominantnije vrste drveća su hrast lužnjak, smreka, jasen, brijest, breza, jasika i bor, a u močvarnim područjima crna joha. Brojne livade koje se prostiru širom zemlje uglavnom su posljedica ljudske aktivnosti i razvile su se na krčevinama gdje su nekada rasle guste šume.
Tresetišta zauzimaju skoro četvrtinu državnog teritorija i uglavnom su raširena u zapadnom i sjeverozapadnom dijelu te na otocima. Najraširenija su visoka tresetišta u kojima se tijekom tisuća godina nataložio dosta debeo sloj treseta. U ovim močvarama dominantne su mahovine iz roda Sphagnales, koje, zahvaljujući svojim apsorpcijskim sposobnostima, održavaju stabilnu razinu vode u močvarnim predjelima. Pored mahovina, u ovim močvarama rastu i jestive moroške te Rhododendron tomentosum i druge patuljaste vrste. U nižim vrstama dominantnije su trave i šaš. Močvarna područja postupno prelaze u borove šume.
Najbrojnija zajednica na tlu Estonije su gljive, kojih ukupno ima registrirano oko 4 500 različitih vrsta, od čega se oko 60 vrsta smatra jestivim.
Životinjsko carstvo čine 64 vrste sisavaca, 329 vrsta ptica, 65 vrsta riba, 11 vrsta vodozemaca, 5 vrsta gmazova i oko 15 000 vrsta kukaca. Među kopnenim sisavcima svojom brojnošću izdvajaju se smeđi medvjedi, vukovi i risovi, a nekada jako raširena i brojna europska vidra vjerovatno je izumrla na ovom prostoru. Bizamski štakor, rakun i američka vidrica umjetnim su putem naseljeni na ovo područje.
Od ukupno 329 vrsta ptica njih 206 stalno je nastanjeno na tom području, dok 38 vrsta čine arktičke ptice selice. U posljednje vrijeme primjetan je veliki rast populacije galebova i kormorana, dok se populacija divljih pataka i drugih ptica močvarica značajno smanjuje. U šumama najviše ima zeba i carića.
Ihtiofaunu čini 65 vrsta, a zbog dosta niske stope saliniteta priobalnih područja Baltičkog mora ne postoji neka drastična razlika između morskih i slatkovodnih vrsta. Najtipičniji predstavnici marinske ihtiofaune su baltičke haringe. Postoje dvije podvrste riba u jezeru Peipsi koje se smatraju endemskim vrstama, a riječ je o zrakoperkama vrste Coregonus lavaretus i Osmerus eperlanus. Od slatkovodnih riba, nekada najraširenije vrste poput somova i bolena danas su na rubu izumiranja, a i populacija lososa također je dostigla kritičnu razinu. Na tlu Estonije obitavaju i dvije vrste zmija, i to poskoci i vodene zmije.
Kao najveći zagađivači zraka u Estoniji smatraju se dvije termoelektrane u Narvi, koje kao pogonsko gorivo koriste naftu iz uljnih škriljaca, čijim se sagorijevanjem stvara i do 4,5 milijuna tona jako alkalnog pepela (na godišnjem nivou). Ove elektrane sudjeluju u ukupnom zagađenju zraka u zemlji s čak 75%. Eksploatacija i prerada uljnih škriljaca ima veoma negativan utjecaj na životnu sredinu, posebice u područjima na sjeveroistoku zemlje. Dosadašnja eksploatacija dovela je do stvaranja oko 370 milijuna tona čvrstog rudarskog otpada, od čega oko 200 milijuna tona čini pepeo, dok su ostatak nusprodukti rudarstva. Europska unija klasificira otpad nastao preradom uljnih škriljaca kao visoko toksičan i opasan. Veliku ekološku opasnost predstavlja i oko 1 200 tona osiromašenog uranija i oko 750 tona torija nagomilanog u rezervoaru na mjestu nekadašnjeg kombinata za obogaćivanje uranija, nedaleko od grada Sillamäea. Veliki problem je i istrošeno nuklearno gorivo iz nekadašnjih sovjetskih nuklearnih reaktora kod naselja Paldiski.

### Zaštićena područja
Status zaštićenih prirodnih područja u Estoniji pravno je reguliran Zakonom o zaštiti prirode (estonski: Looduskaitseseadus), koji je službeno usvojen u nacionalnom parlamentu 21. travnja 2004., a stupio na snagu 10. svibnja iste godine. Ovisno o značaju određenog područja, zaštićena područja klasificiraju se u tri glavne kategorije (postoji još nekoliko manjih kategorija za niže stupnjeve zaštite):
- nacionalni parkovi (estonski: rahvuspark; ima ih ukupno 6);[182][183]
- prirodni rezervati (estonski: looduskaitseala; ima ih ukupno 167) i;[184]
- parkovi prirode (estonski: maastikukaitseala; ukupno 152 lokaliteta).

Ukupno je pod zaštitom države čak 15 403 lokaliteta, odnosno 21,21% ukupne kopnene površine te 18,78% obalne i priobalne površine.
Nacionalni parkovi Estonije nalaze se pod strogom zaštitom države i u njima je zabranjena svaka aktivnost koja može dovesti do promjene prirodne ravnoteže. Popis nacionalnih parkova nalazi se u tablici niže:
| Nacionalni park | Nacionalni park           | Okrug      | Godina osnutka | Koordinate                                    | Površina   |
| --------------- | ------------------------- | ---------- | -------------- | --------------------------------------------- | ---------- |
|                 | Nacionalni park Alutaguse | Ida-Viru   | 2018.          | 59°06′N 27°19′E / 59.100°N 27.317°E           | 443,31 km² |
|                 | Nacionalni park Karula    | Võru       | 1993.          | 57°42′52″N 26°29′12″E / 57.71444°N 26.48667°E | 123,64 km² |
|                 | Nacionalni park Lahemaa   | Lääne-Viru | 1971.          | 59°34′16″N 25°48′1″E / 59.57111°N 25.80028°E  | 747,84 km² |
|                 | Nacionalni park Matsalu   | Lääne      | 1957.          | 58°45′36″N 23°35′49″E / 58.76000°N 23.59694°E | 488,6 km²  |
|                 | Nacionalni park Soomaa    | Viljandi   | 1993.          | 58°26′27″N 25°6′20″E / 58.44083°N 25.10556°E  | 398,44 km² |
|                 | Nacionalni park Vilsandi  | Saare      | 1993.          | 58°22′43″N 21°52′38″E / 58.37861°N 21.87722°E | 238,82 km² |

## Politika
Prema Ustavu, Republika Estonija je višestranačka parlamentarna predstavnička demokracija kojom upravlja narod preko svojih izabranih predstavnika. Politički život u zemlji zasnovan je na ideji trodiobe vlasti. Na čelu države nalazi se predsjednik, nacionalni parlament glavni je zakonodavni, a nacionalna vlada izvršni organ vlasti u zemlji.
Sukladno Deklaraciji o nezavisnosti objavljenoj 1918., Estonija je proglašena parlamentarnom republikom koju je politički i pravno gledano formirala Estonska konstitutivna skupština. Prvi Ustav (estonski: Põhiseadus), kao najviši pravni akt zemlje, usvojen je 15. lipnja 1920., a na snagu je stupio 21. prosinca iste godine. Posljednji i aktualni, četvrti po redu Ustav usvojen je na referendumu održanom 28. lipnja 1992.
Republika Estonija ima visoko razvijenu elektronsku državnu upravu (engleski: e-government), koja znatno olakšava komunikaciju građana s organima izvršne vlasti. Građanima je omogućeno da na izborima glasaju putem interneta, a ovakav vid glasanja prvi je put omogućen na lokalnim izborima održanim 2005., a potom dvije godine kasnije i na parlamentarnim izborima, kada je na ovaj način glasalo 30 275 birača.
Ustavom se svim građanima Estonije garantiraju osnovna ljudska prava, slobode medija i ekonomske slobode. Prema istraživanjima nevladine organizacije sa sjedištem u Parizu, Reporteri bez granica, Estonija je 2021. po razini slobode tiska i govora svrstana na visoko petnaesto mjesto u konkurenciji 180 država svijeta.
Najviši sudski organ u zemlji je Vrhovni sud (estonski: Riigikohus) kog čini 17 sudaca, a predsjednika Vrhovnog suda bira parlament na prijedlog predsjednika, na mandat od 9 godina.

### Nacionalni simboli
Pored tri službena državna simbola (zastava, grb i himna), Estonija ima još četiri službena nacionalna simbola. To su nacionalni cvijet, ptica, kamen i riba.

#### Nacionalna zastava
Zastava Republike Estonije četverokutna je trobojnica (plavo-crno-bijela), dimenzija 105×165 cm i službeno je usvojena 21. studenoga 1918. Prvi je put službeno upotrjebljena 4. lipnja 1884. u Otepi kao zastava estonske studentske organizacije. Zakon o nacionalnoj zastavi usvojen je u nacionalnom parlamentu 27. lipnja 1922. Na estonskom jeziku zastava se kolokvijalno naziva sinimustvalge, odnosno plavo-crno-bela trobojnica. Simbolike boja na zastavi su sljedeće:
- plava boja predstavlja estonsko nebo, more i jezera; boja vjere i odanosti domovini;
- crna boja predstavlja sjećanje na tragičnu historiju estonskog naroda;
- bijela boja predstavlja težnju ka boljoj i svjetlijoj budućnosti.

Tijekom razdoblja sovjetske vlasti estonska tradicionalna trobojnica zamijenjena je zastavom Estonske SSR, a ponovno je ušla u uporabu zajedno s obnovom državne nezavisnosti Estonije. Postojalo je nekoliko prijedloga da se tradicionalna trobojnica zamijeni varijantom s nordijskim križem kao simbolom nordijske pripadnosti zemlje, ali nijedan od spomenutih prijedloga nije usvojen.

#### Grb Estonije
Grb Estonije službeni je heraldički simbol Republike Estonije. Grb, u svom sadašnjem obliku, zlatni je štit s tri vitka, plava lava u prolazu (heraldičkim rječnikom passant guardant) u sredini i s hrastovim grančicama sa strane štita. Motiv s tri lava preuzet je s grba Danske.
Grb Estonije postojao je mnogo ranije prije službenog priznavanja poslije Estonskog rata za nezavisnost (1918. – 1920.), kada je Republika Estonija međunarodno priznata. Državna skupština Estonije službeno je usvojila grb 19. lipnja 1925. godine. Međutim, grb je službeno zabranjen poslije pripajanja Estonije Sovjetskom Savezu 1940., a upotreba bilo kakvih ranijih simbola Estonije smatrana je kaznenim djelom. Grb je vraćen zakonom od 6. travnja 1993., poslije obnove samostalnosti zemlje. Heraldički plavi lavovi predstavljaju jedan od najstarijih estonskih državnih simbola, i još od 13. stoljeća koristili su se kao osnova za grb grada Tallinna.

#### Himna Estonije
Službena državna himna Estonije je kompozicija "Mu isamaa, mu õnn ja rõõm" (hrvatski: "Moja domovina, moja sreća i radost"). Glazbu je 1848. komponirao finski kompozitor Fredrik Pacius, dok je tekst nešto kasnije napisao estonski pjesnik Johann Voldemar Jannsen. Himna Estonije s tekstom prvi je put službeno izvedena na prvom festivalu estonske zborske glazbe 1869. Kao himna Estonije, službeno je usvojena 1920. nakon rata za neovisnost. Zanimljivo je da je identična kompozicija, ali s drugačijim tekstom, ujedno i službena himna Finske.

#### Ostali nacionalni simboli
Kampanju za izbor nacionalnog cvijeta započelo je tokom 1967. Estonsko društvo za zaštitu prirode, a kao službeni nacionalni cvijet izabran je plavi različak (Centaurea cyanus), cvijet koji je stoljećima bio značajan dio nacionalne kulture i nacionalnog folklora. Stilizirani cvijet plavog različka danas se nalazi na logotipu Konzervativne narodne stranke Estonije. Nacionalna ptica je u Estoniji široko rasprostranjena lastavica pokućarka (Hirundo rustica), specifična po svojoj plavo-bijelo-crnoj boji. Kao nacionalni kamen izabran je sivi vapnenac, sedimentna stijena od koje su napravljene brojne kamene građevine širom zemlje. Nacionalna riba je atlantska (baltička) haringa (Clupea harengus), koja je kroz povijest predstavljala važan izvor prihoda i hrane za estonsko stanovništvo.
U pretkršćanskom razdoblju hrast je smatran svetim drvetom.

### Trodioba vlasti

#### Državna skupština (Riigikogu)
Estonski parlament naziva se Riigikogu (hrvatski: Državna skupština) i najviše je zakonodavno tijelo u zemlji. Parlament je jednodomni, čini ga 101 član i njegov sastav bira se izravno na izborima po proporcionalnom izbornom sustavu na četverogodišnji mandat. Pravo glasa na izborima imaju svi punoljetni građani državljani Estonije, a cenzus za ulazak u parlament za političke stranke je 5% ukupnih glasova. Parlament nije zasjedao u razdoblju od 1934. do 1938., poznatom i kao "Doba šutnje" (estonski: vaikiv ajastu), nakon što je tadašnji državni poglavar Konstantin Päts zabranio djelovanje političkih stranaka i vladao autoritarno. Nakon što je 1938. usvojen novi Ustav, nacionalni je parlament ponovo sazvan, ovaj put kao dvodomno zakonodavno tijelo s donjim (Riigivolikogu) i gornjim domom (Riiginõukogu). Nakon sovjetske okupacije i osnivanja Estonske SSR, funkciju nacionalnog parlamenta obavljao je Vrhovni sovjet Estonske SSR (od 25. kolovoza 1940. do 8. svibnja 1990.), a potom, nakon raspada Sovjetskog Saveza, i Vrhovno vijeće Republike Estonije (od 1990. do 5. listopada 1992.) kao prijelazni zakonodavni organ. Rad Riigikogua ponovo je obnovljen 1992. Sve sjednice parlamenta održavaju se u dvorcu Toompea u Tallinnu.
U parlamentu se usvajaju svi zakonski akti, usvaja se proračun, ratificiraju se i otkazuju međunarodni ugovori te se odlučuje o državnim kreditima. U parlamentu se biraju i predsjednik države, predsjednik Ustavnog suda, guverner Narodne banke, državni revizor i zapovjednik oružanih snaga.

#### Vlada Estonije
Vlada Estonije (estonski: Vabariigi Valitsus) predstavlja najvažniji izvršni organ vlasti u zemlji. Mandatara za sastav nove vlade predlaže predsjednik države, nakon čega mandatar sastavlja svoj kabinet, a izbor vlade potvrđuje se u nacionalnom parlamentu. Kabinet čini 12 ministarstava, a Vlada se bira na period od 4 godine. Svaki kabinet može imati maksimalno i 3 ministarstva bez portfelja, koja imenuje predsjednik vlade osobno, a maksimalan broj ministarstava u kabinetu je 15. U periodu od 1918. do 2017. godine, Estonija je imala ukupno 49 vlada (računajući i vlade u egzilu u periodu sovjetske okupacije). Sjedište Vlade nalazi se u kući Stenbock na Toompei u Tallinnu. Vlada je zadužena za provođenje zakona koji se usvajaju u parlamentu, usmjerava i usklađuje rad državnih institucija i provodi unutrašnju i vanjsku državnu politiku.
Svaki od 15 estonskih okruga ima svoju lokalnu vladu.

#### Predsjednik Republike Estonije
Predsjednik Estonije (estonski: Eesti Vabariigi President) službeno je šef države, iako je sama funkcija uglavnom ceremonijalna. Bira se glasanjem u nacionalnom parlamentu, a kandidat službeno postaje predsjednikom kada dobije više od dvije trećine glasova u parlamentu. Ukoliko i nakon tri kruga glasanja kandidat ne dobije odgovarajući broj glasova u parlamentu, formira se posebna izborna komisija koju, pored članova parlamenta, čine i predstavnici svih lokalnih organa vlasti (minimum po jedan predstavnik svake općine). Mandat predsjednika traje pet godina, a ukupni broj mandata nije ograničen, s tim da jedna osoba može povezati samo dva mandata u kontinuitetu. Predsjednik za trajanja mandata ne smije biti član ni jedne političke stranke, a također mora zamrznuti sve ostale političke i gospodarske aktivnosti.
Funkcija predsjednika države službeno je uvedena 1938. godine, a prvi predsjednik Estonije bio je Konstantin Päts. Prije toga, u razdoblju od 1920. do 1934., na čelu države nalazio se tzv. "Državni starješina" (estonski: Riigivanem), koji je kombinirao funkcije koje imaju današnji predsjednik i premijer. U tom razdoblju, na čelu Estonije bilo je ukupno 16 šefova države, a Päts je biran na tu funkciju čak pet puta. Ustav iz 1934. razdvojio je funkciju šefa države od funkcije predsjednika vlade, ali nije stupio na snagu pošto je Päts iste godine izvršio državni udar i raspustio parlament. Sovjetske vlasti su u srpnju 1940. deportirale Pätsa u grad Ufu u Sibiru. Nakon toga, u skladu s važećim Ustavom, funkciju predsjednika preuzeo je prosovjetski premijer Johannes Vares, koji je potom potpisao službeni dokument o aneksiji Estonije od strane Sovjetskog Saveza. U razdoblju pod sovjetskom vlašću (1944. − 1991.), sjedište predsjednika Estonije nalazilo se u egzilu u Stockholmu.
Za prvog predsjednika Druge Republike izabran je Lennart Meri, koji je na vlasti bio od listopada 1992. do listopada 2001. Nakon njega, funkciju predsjednika države obavljali su još i Arnold Rüütel (2001. − 2006.), Toomas Hendrik Ilves (2006. − 2016.), Kersti Kaljulaid kao prva žena na mjestu predsjednika države (2016. − 2021.), te, od 2021. godine, Alar Karis.

### Međunarodni odnosi
Estonija je bila punopravna članica Lige naroda od 22. rujna 1921., a potom i Ujedinjenih naroda od 17. rujna 1991. Između ostalih, Estonija je i jedna od članica Organizacije za europsku sigurnost i suradnju (OSCE), Organizacije za ekonomsku suradnju i razvoj (OECD), Vijeća država Baltičkog mora (CBSS) i Nordijske razvojne banke. Također je i potpisnica protokola iz Kyota o klimatskim promjenama.
Od obnove nezavisnosti 1991., estonska vanjska politika fokusirana je na europske i euroatlantske integracijske procese. Potpuna integracija u zapadni političko-sigurnosni sustav nastupila je nakon prijema u punopravno članstvo NATO pakta (članica od 29. ožujka 2004.) i Europske unije (1. svibnja 2004.). Intenzivno političko i vojno približavanje zemljama geopolitičkog zapada za posljedicu je imalo pogoršavanje odnosa s Ruskom Federacijom, jedinom susjednom zemljom s kojom Estonija nije u potpunosti izvršila demarkaciju granične linije.
Od početka 1990-ih, Estonija razvija bliske političko-ekonomske odnose s preostale dvije baltičke države, sudjelujući u radu Baltičke skupštine i Baltičkog vijeća ministara. Estonija koristi nordijski uzor kao primjer svog političko-društvenog djelovanja. Jačem razvoju međusobnih odnosa baltičkih i nordijskih zemalja doprinosi i Nordijsko-baltička grupa 8 (NB8). Parlamentarna suradnja između Baltičke skupštine i Nordijskog savjeta započela je 1989. i od tada dva tijela održavaju redovne godišnje sastanke na raznim razinama. Nordijski savjet ministara ima svoj ured u Tallinnu i predstavništvo u Tartuu, kao i informativne centre u Narvi, Valgi i Pärnuu.
Estonija njeguje tradicionalno dobre odnose sa Švedskom i Finskom, a većina Estonaca sebe smatra pripadnicima nordijskog civilizacijskog kruga. Tako je 2009., prilikom posjete Stockholmu, tadašnji ministar vanjskih poslova Estonije, Toomas Hendrik Ilves, inače rođen u Stockholmu, održao predavanje na Švedskom institutu za međunarodne odnose pod nazivom "Estonija kao nordijska zemlja". Estonija teži uključivanju u Nordijski savjet.
Godine 1992. Rusija je bila najvažniji trgovački partner Estonije s udjelom u ukupnoj trgovini od 92%, da bi u 21. stoljeću ulogu Rusije preuzele nordijske zemlje. Agencija Europske unije za visokotehnološke informacijske sustave od 2012. ima sjedište u Tallinnu. U prvoj polovini 2018., Estonija je predsjedavala Savjetom Europske unije.

### Vojska
Vojsku Estonije ili službeno Estonske obrambene snage (estonski: Eesti Kaitsevägi) čine kopnena vojska (estonski: Maavägi), ratna mornarica (estonski: Merevägi) i ratno zrakoplovstvo (estonski: Õhuvägi), te paravojna jedinica znana kao Estonska obrambena liga (estonski: Eesti Kaitseliit). Po Ustavu, vojska je dužna braniti nezavisnost i suverenitet zemlje te integritet njezinog teritorija na kopnu, moru i u zraku. Trenutni strateški ciljevi estonske vojske, pored obrane nacionalnih interesa, su i daljnji razvoj oružanih snaga te daljnji rad na interoperabilnosti s ostalim članicama NATO-a i Europske unije, te sudjelovanje u misijama NATO-a diljem svijeta.
Za razliku od preostale dvije baltičke zemlje (Latvije i Litve), u kojima je vojska profesionalizirana, u Estoniji je vojna obuka obavezna. Služenje vojnog roka obveza je za sve muškarce starosti između 18 i 28 godina, a dužina obuke traje od 8 do 11 mjeseci, ovisno o rodu u kojem se služi. Ženama je omogućeno da se dobrovoljno prijavljuju za služenje vojnog roka. Prema podacima, vojni budžet Estonije za 2017. godinu iznosio je 477 milijuna eura, ili oko 2.2% BDP-a (što je za 7.6% više u odnosu na prethodnu godinu). Oružane snage Estonije, Latvije i Litve zajednički sudjeluju u vojnim vježbama u okviru NATO-a.
Estonska vojska kao dio NATO-vih snaga sudjeluje u brojnim mirovnim i ratnim misijama diljem svijeta, a između ostalih sudjelovala je i u mirovnim misijama u Hrvatskoj 1995. (u sklopu UNPROFOR-a), u Bosni i Hercegovini (od 1996. do 2011. godine) u sklopu IFOR-a i SFOR-a, te u Makedoniji (2003., kao dio misije EUFOR Concordia). Estonske oružane snage sudjelovale su i u mirovnim misijama UN-a u Libanonu (na Golanskoj visoravni, tijekom 1996. i 1997.), ISAF-a u Afganistanu (od 2003. do 2014.) i u Iraku (od 2003. do 2009.). Estonski kontingent s 50 vojnika od 2003. dio je mirovnih snaga KFOR-a na Kosovu, sa sjedištem u Kosovskoj Mitrovici.
Jedan od prioriteta oružanih snaga Estonije u 21. stoljeću obrana je od organiziranih cyber-napada usmjerenih protiv informatičkih i telekomunikacijskih sustava u zemlji. Jedinica za obranu od organiziranih hakerskih napada formirana je 2006. pod akronimom CERT (elektronska vojska), a njen je osnovni cilj zaštita informatičkog područja s internetskom domenom .ee od mogućih hakerskih napada. Značaj jedinice za borbu protiv organiziranog cyber-kriminala naglo je porastao nakon niza hakerskih napada na estonske internetske mreže tijekom 2007.

### Administrativna podjela
Republika Estonija administrativno je podijeljena na 15 okruga (estonski: maakond, maakonnad). U pisanim izvorima okruzi se po prvi put pojavljuju u Kronici Henrika od Livonije, kao estonske državice koje su postojale tijekom 13. stoljeća i Sjevernih križarskih ratova. Granice između okruga mijenjane su tijekom stoljeća, a nakon što je Estonija 1991. uspostavila nezavisnost, tadašnji sovjetski rajoni su ukinuti i zamijenjeni s okruzima uz zadržavanje sovjetskih granica. Nekadašnji okrug Petseri nakon Drugog svjetskog rata priključen je Rusiji i danas je administrativno uređen kao Pečorski rajon Pskovske oblasti.
Povijesni okruzi i njihove granice danas se koriste u etnološkom kontekstu kako bi se isticale kulturne i jezične posebnosti određenih dijelova Estonije.
Svaki okrug ima svoju vladu (estonski: Maavalitsus), na čijem se čelu nalazi načelnik (estonski: Maavanem), koji predstavlja nacionalnu vlast na lokalnoj razini. Načelnike okruga bira Vlada Estonije na razdoblje od pet godina.
Svaki je okrug dalje podijeljen na općine (estonski: omavalitsus), koje predstavljaju drugu razinu administrativne podjele. Nakon velike administrativne reforme 2017., broj općina smanjen je na 79 (s dotadašnjih 213), a dijele se na gradske (estonski: linn; 15 općina) i ruralne (estonski: vald; 64 općine). Svaka općina uživa određen stupanj autonomije u odnosu na središnju vlast i ima svoje organe vlasti. U granicama općina može se naći jedno ili više gradskih ili seoskih naselja. Dvije trećine općina imaju manje od 3 000 stanovnika, a najveća je općina Tallinn s oko 427 500 stanovnika, dok najmanja općina Ruhnu ima svega 68 stanovnika.
Grad Tallinn administrativno je podijeljen na osam gradskih okruga (estonski: linnaosa), a svaki od okruga ima svoju izvršnu vlast.
| Okrug | Okrug                      | Sjedište   | Površina (km2) | Populacija | Gustoća |
| ----- | -------------------------- | ---------- | -------------- | ---------- | ------- |
|       | Harju (Harjumaa)           | Tallinn    | 4 327          | 609 515    | 140,86  |
|       | Hiiu (Hiiumaa)             | Kärdla     | 1 032          | 9 381      | 9,09    |
|       | Ida-Viru (Ida-Virumaa)     | Jõhvi      | 2 972          | 131 913    | 44,39   |
|       | Jõgeva (Jõgevamaa)         | Jõgeva     | 2 545          | 28 082     | 11,03   |
|       | Järva (Järvamaa)           | Paide      | 2 674          | 29 817     | 11,15   |
|       | Lääne (Läänemaa)           | Haapsalu   | 1 816          | 20 285     | 11,17   |
|       | Lääne-Viru (Lääne-Virumaa) | Rakvere    | 3 696          | 58 402     | 15,80   |
|       | Põlva (Põlvamaa)           | Põlva      | 1 823          | 24 473     | 13,42   |
|       | Pärnu (Pärnumaa)           | Pärnu      | 5 419          | 85 760     | 15,83   |
|       | Rapla (Raplamaa)           | Rapla      | 2 765          | 33 116     | 11,98   |
|       | Saare (Saaremaa)           | Kuressaare | 2 938          | 33 032     | 11,24   |
|       | Tartu (Tartumaa)           | Tartu      | 2 993          | 153 912    | 51,42   |
|       | Valga (Valgamaa)           | Valga      | 1 917          | 27 962     | 14,59   |
|       | Viljandi (Viljandimaa)     | Viljandi   | 3 422          | 45 877     | 13,41   |
|       | Võru (Võrumaa)             | Võru       | 2 305          | 34 898     | 15,14   |

## Stanovništvo
Na temelju arheoloških nalaza, izvjesno je da je područje suvremene Estonije stalno naseljeno posljednjih 13 000 godina, a prve ljudske zajednice pojavile su se odmah nakon povlačenja moćnih ledenjaka, koji su se prostirali na tom području tijekom posljednjeg ledenog doba. Tijekom posljednjih 800 godina, estonska se populacija kretala između 800 000 i 1,6 milijuna ljudi. Početkom trećeg desetljeća 21. stoljeća u Estoniji je živjelo oko 1 330 000 ljudi.
Kritična razdoblja u demografskom smislu bila su 13. i 14. stoljeće, kada su ratovi sa kršćanskim osvajačima, epidemije i glad potpuno desetkovali populaciju, a broj stanovnika se smanjivao i do 50%. Sljedeće demografski negativno razdoblje trajalo je od sredine 16. pa do početka 18. stoljeća, kada je zbog ratova, gladi i epidemija stradalo više od polovine stanovništva, iako je u mirnijim desetljećima u istom razdoblju uslijed imigracija broj stanovnika rastao i do dva postotna boda godišnje. Najnižu populacijsku točku estonsko stanovništvo doseglo je 1712., kada je na tom području živjelo svega oko 200 000 ljudi. Prema podacima sa svesovjetskog popisa iz 1897., broj stanovnika na tlu Estonije dostigao je 986 000, od čega su 89,2% bili etnički Estonci (odnosno estonska plemena). Prirodni rast estonske populacije tokom 20. stoljeća bio je dosta nizak i održavao se primarno zahvaljujući migracijama. Tijekom Drugog svjetskog rata, Estonija je izgubila gotovo četvrtinu svoje prijeratne populacije. Intenzivna industrijalizacija koju su provodile sovjetske vlasti u poslijeratnom razdoblju dovela je do masovnih imigracija iz drugih dijelova Sovjetskog Saveza te se tako od 1956. do 1991. zbog posla u Estoniju doselilo ukupno oko 1,4 milijuna ljudi iz drugih dijelova zemlje. Njih oko 200 000 trajno se nastanilo na tom području.
Intenzivnije imigracije zahvaćale su Estoniju uglavnom nakon razdoblja s visokim mortalitetom. Njemački i švedski naseljenici, koji su počeli intenzivnije dolaziti na ovo područje od 13. stoljeća, uglavnom su se zadržavali u gradovima. Iako su etnički Estonci činili većinu gradske populacije, estonski gradovi su tijekom srednjeg vijeka bili potpuno germanizirani. Za razliku od gradova, proces naseljavanja ruralnih područja tekao je znatno sporije, bio je dugotrajniji i samim tim novopridošlo se seosko stanovništvo mnogo brže asimiliralo. Od kraja 19. stoljeća, naglo je porastao broj imigranata iz Rusije, koji su sudjelovali u industrijalizaciji tih područja.
| Etnička struktura Estonije (2019.) | Etnička struktura Estonije (2019.) | Etnička struktura Estonije (2019.) | Etnička struktura Estonije (2019.) | Etnička struktura Estonije (2019.) |
| ---------------------------------- | ---------------------------------- | ---------------------------------- | ---------------------------------- | ---------------------------------- |
|                                    |                                    |                                    |                                    |                                    |
| Estonci                            | Estonci                            |                                    | 68.5%                              | 68.5%                              |
| Rusi                               | Rusi                               |                                    | 24.8%                              | 24.8%                              |
| Ukrajinci                          | Ukrajinci                          |                                    | 1.8%                               | 1.8%                               |
| Bjelorusi                          | Bjelorusi                          |                                    | 0.9%                               | 0.9%                               |
| Finci                              | Finci                              |                                    | 0.6%                               | 0.6%                               |
| Latvijci                           | Latvijci                           |                                    | 0.2%                               | 0.2%                               |
| Ostali                             | Ostali                             |                                    | 2.0%                               | 2.0%                               |
| Nepoznato                          | Nepoznato                          |                                    | 1.3%                               | 1.3%                               |
|                                    |                                    |                                    |                                    |                                    |

Prije Drugog svjetskog rata, etnički Estonci činili su 88.1% ukupne populacije, dok su ostatak činili pripadnici pet manjinskih naroda (tradicionalne manjine Estonije). Estonski ustav iz 1925. garantirao je kulturnu autonomiju tradicionalnim manjinskim narodima (s brojnošću iznad 3 000 osoba) i bio je jedinstven u tom pogledu u Europi tog vremena. Kulturna autonomija tako je zakonom zagarantirana estonskim Nijemcima i Židovima, koji su imali i svoja vlastita kulturna vijeća. Prema podacima iz 1934., najbrojniji manjinski narodi bili su Rusi (92 000 ili 8,2%), Nijemci (16 300 ili 1,5%) i Šveđani (7 600 ili 0,7%), dok su Latvijci i Židovi činili manje od 0,5% od ukupnog stanovništva. Velike promjene dogodile su se tijekom Drugog svjetskog rata. Broj stanovnika značajno se smanjio, a s estonskog teritorija gotovo su u potpunosti nestale četiri tradicionalne manjinske zajednice (opstali su jedino Rusi). Zakon o kulturnoj autonomiji ponovo je stupio na snagu 1993.
Tijekom razdoblja sovjetske vlasti drastično se promijenila demografska slika Estonije. Udio etničkih Estonaca u populaciji pao je na oko 61%, dok se broj etničkih Rusa, Ukrajinaca i Bjelorusa u istom razdoblju gotovo upeterostručio, a manjinski narodi činili su više od trećine ukupne populacije.
Prema podacima iz 2021., etnički najbrojnije skupine u zemlji bili su Estonci sa 68,8% i Rusi s 24,2%. Značajniju populaciju imali su još i Ukrajinci (2%), dok su sve ostale etničke skupine imale udio manji od 1%. Među njima posebno se ističu Bjelorusi (0,8%) i Finci (0,6%), dok su ostale značajnije etničke skupine Latvijci, Nijemci, Litvanci, Tatari, Židovi, Šveđani i Poljaci. Suvremena Estonija etnički je heterogena zemlja u kojoj manjinski narodi čine oko trećinu stanovništva. Estonci čine više od 80% stanovništva u 13 od 15 okruga, a najhomogeniji okrug je Hiiu s 98,4% Estonaca. Ruska manjina najbrojnija je na sjeveroistoku i istoku zemlje te u Tallinnu, a u okrugu Ida-Viru čini oko 70% stanovništva.
Od početka 19. stoljeća na dalje, stopa živorođene djece po ženi postupno je opadala, ali se i stopa smrtnosti smanjivala, što je dovelo do neznatnog rasta populacije. Tako je tijekom pedesetih godina 20. stoljeća Estonija imala jednu od najnižih stopa rađanja u Europi i svijetu, da bi prirodni prirast ponovo postupno počeo rasti tijekom sedamdesetih godina 20. stoljeća. Tokom devedesetih godina 20. stoljeća ponovo dolazi do pada u broju stanovnika, useljavanje je gotovo zaustavljeno, a broj iseljenika se naglo povećao, dok je broj umrlih bio veći od broja rođenih. Demografska slika počela se stabilizirati nakon 1997. Glavni demografski problem Estonije je starenje stanovništva, pošto broj djece po obitelji postojano opada, a broj starijih osoba se povećava. Udio stanovnika starijih od 64 godine je oko 18% (prema podacima iz 2010.). Postotak zaposlenih, radno sposobnih stanovnika je nešto viši u usporedbi s prosjekom Europske unije, a posebno je visok postotak zaposlenosti među ženama.
Prema podacima iz 2011., stopa plodnosti je 1,52 djece po ženi, što odgovara europskom prosjeku. U Estoniji, značajan broj djece rođen je u izvanbračnim zajednicama, a tijekom 2009. čak 60% od ukupnog broja rođenih rođeno je u izvanbračnim zajednicama. Prema podacima s popisa iz 2000., oko 21% stanovništva živio je u izvanbračnim zajednicama. Broj razvedenih brakova je među najvišima u Europi.
U usporedbi s europskim zemljama estonsko stanovništvo živi najkraće, a posebno je velika razlika u životnom vijeku između muškaraca i žena (žene žive u prosjeku osam godina duže, što je smanjenje u odnosu na ranijih dvanaest). Tako je 2020. prosječni očekivani životni vijek kod žena iznosio 82,8 godina, dok su muškarci u prosjeku živjeli 74,4 godine.
- Animirana populacijska piramida Estonije od 1950. do 2021.
- Etnička struktura Estonije po okruzima (2011.)
- Prirodni prirast stanovništva Estonije od 1945. do 2008.

### Ljudska prava u Estoniji
Godine 1997., Estonija je potpisala Ženevsku konvenciju o izbjeglicama. U razdoblju od 1997. do 2008., izbjeglički azil u Estoniji zatražilo je ukupno 148 osoba, od čega je svega njih 10 dobilo službeni status izbjeglice, a za 12 osoba je određena specijalna zaštita. Najviše tražitelja azila bilo je iz Rusije (23), Iraka (22) i Turske (17 osoba). Broj tražitelja azila znatno se povećao nakon 2009., nakon što je Estonija postala dijelom Schengenskog prostora.
Prema podacima od 2. srpnja 2010. o broju rezidenata, 84,1% rezidenata bili su državljani Estonije, 8,6% su bili strani državljani, dok su 7,3% građana činile osobe s nejasnim i neodređenim državljanstvom. Od 1992., oko 140 000 osoba dobilo je estonsko državljanstvo. Pripadnicima ruske etničke manjine, koji su se u Estoniju doselili tijekom sovjetskog razdoblja, estonski Zakon o državljanstvu znatno otežava proces dodjele statusa državljana, a Vijeće za ljudska prava UN-a je 2008. navedeni zakon označilo kao diskriminatoran.
Estonija je u listopadu 2014. donijela zakon kojim su legalizirane civilne kohabitacije istospolnih parova, postavši tako prva zemlja na postsovjetskom prostoru koja je pravno regulirala prava istospolnih zajednica. Zakon o civilnom partnerstvu istospolnih zajednica stupio je na snagu 1. siječnja 2016. Iako istospolni brakovi još uvijek nisu zakonom regulirani u Estoniji, Estonija priznaje i registrira istospolne brakove sklopljene u drugim državama, ukoliko udovoljavaju zakonskim uvjetima.

### Jezici
Suvremena Estonija višenacionalna je država u kojoj se prema službenim podacima s popisa iz 2000. govori čak 109 jezika. Službeni jezik zemlje je estonski, koji je materinji jezik za oko 922 000 ili 67,3% estonske populacije. Kao službeni manjinski jezici priznati su još ruski, švedski i njemački jezik.
Estonski jezik (estonski: eesti keel) pripada grupi baltofinskih jezika iz porodice uralskih jezika i jedan je od tek nekoliko europskih jezika koji ne pripadaju porodici indoeuropskih jezika. Dosta je sličan finskom i karelskom jeziku. Po jezičnoj strukturi pripada grupi aglutinativnih jezika. Zbog stoljetnog utjecaja njemačkog jezika i kulture, oko trećinu riječi u modernom estonskom jeziku čine upravo razni germanizmi. Standardni estonski jezik baziran je na sjevernoestonskom narječju. Južnoestonski jezik (ili narječje) čine četiri zasebna dijalekta (tartski, mulgi, viruski i seto) koji se ponekad smatraju čak i zasebnim južnoestonskim jezicima. Narječje viru najviše se razlikuje od standardnog estonskog jezika, i jedini je koji ima zaseban jezični ISO 639-3 kod - vro. Iako su južnoestonska narječjai genealoški različita od sjevernoestonskih, službeno se smatraju regionalnim oblicima suvremenog estonskog jezika. Pravopis estonskog jezika temelji se na principu "jedno slovo, jedan glas".
Ruski jezik i dalje je najrašireniji manjinski jezik u zemlji i njime se kao materinjim jezikom služi oko trećina ukupnog stanovništva (29,7%). U razdoblju sovjetske vlasti, ruski jezik imao je status službenog jezika. Prema podacima iz 1998., velika većina rusofone doseljeničke struje iz prve i druge generacije nije poznavala estonski jezik. Danas je situacija znatno drugačija te prema podacima s popisa iz 2010., oko 64% neestonskog stanovništva tečno govori estonski jezik. Najveći broj govornika ruskog jezika živi u glavnom gradu Tallinnu te u industrijskim područjima u okrugu Ida-Viru.
Iako Baltički Nijemci nikada nisu činili više od 10% od ukupnog estonskog stanovništva, njemački jezik potpuno je dominirao kulturnim, političkim i gospodarskim životom Estonije. Premda je broj etničkih Nijemaca u estonskoj populaciji danas gotovo zanemariv, njemački jezik treći je najrašireniji strani jezik među estonskim stanovništvom. Švedskim jezikom, koji je bio dominantan u sjeverozapadnom i zapadnom dijelu zemlje posebice u razdoblju između 13. i 20. stoljeća, danas govori jako mali broj ljudi u Estoniji.
Najrašireniji strani jezici koji se uče u školama u Estoniji danas su engleski, ruski, njemački i francuski, iako su dosta popularni i finski, švedski i španjolski jezik.
Službeni znakovni jezik u zemlji je estonski znakovni jezik (kod ESL; estonski: ееsti viipekeel), kojeg koristi oko 4,5 tisuće osoba, dok je u službenoj upotrebi u rusofonim područjima i ruski znakovni jezik.

### Religija
Ustav Republike Estonije garantira slobodu vjeroispovijesti svim vjerskim zajednicama, a vjerske organizacije strogo su odvojene od države. Podaci o vjerskoj strukturi estonskog stanovništva su sljedeći:
| Religija                 | Popis iz 2000. | Popis iz 2000. | Popis iz 2011. | Popis iz 2011. |
| Religija                 | Broj           | %              | Broj           | %              |
| ------------------------ | -------------- | -------------- | -------------- | -------------- |
| Kršćanstvo               | 319 770        | 28,51          | 307 173        | 28,06          |
| –Pravoslavlje            | 143 554        | 12,80          | 176 773        | 16,15          |
| –Luteranizam             | 152 237        | 13,57          | 108 513        | 9,91           |
| –Baptisti                | 6 009          | 0,54           | 4 507          | 0,41           |
| –Katolicizam             | 5 745          | 0,51           | 4 501          | 0,41           |
| –Jehovini svjedoci       | 3 823          | 0,34           | 3 938          | 0,36           |
| –Starovjerci             | 2 515          | 0,22           | 2 605          | 0,24           |
| –Pentekostalci           | 2 648          | 0,24           | 2 855          | 0,27           |
| –Adventisti              | 1 561          | 0,14           | 1 194          | 0,11           |
| –Metodisti               | 1 455          | 0,13           | 1 098          | 0,10           |
| –Kongregacionalisti      | 223            | 0,02           | 2 189          | 0,20           |
| Estonski neopaganizam    | 1 058          | 0,09           | 2 972          | 0,28           |
| –Prirodna vjera (Maausk) | 1 058          | 0,09           | 1 925          | 0,18           |
| –Taaraizam               | 1 058          | 0,09           | 1 047          | 0,10           |
| Islam                    | 1 387          | 0,12           | 1 508          | 0,14           |
| Budizam                  | 622            | 0,06           | 1 145          | 0,10           |
| Ostale religije          | 4 995          | 0,45           | 8 074          | 0,74           |
| Bez religije             | 450 458        | 40,16          | 592 588        | 54,14          |
| Neizjašnjeni             | 343 292        | 30,61          | 181 104        | 16,55          |
| Ukupno                   | 1 121 582      | 100,00         | 1 094 564      | 99,00          |

Prije kristijanizacije zemlje, koja se dogodila tokom 13. stoljeća, estonsko je stanovništvo bilo politeističko. Prema opisima iz Kronike Henrika od Livonije (latinski: Heinrici Cronicon Lyvoniae; pisane u razdoblju od 1180. do 1227.), vrhovno estonsko božanstvo bila je Tharapita, estonska inačica nordijskom božanstvu Thoru.
Kršćanstvo, koje je danas najzastupljenija religija u Estoniji, proširili su Teutonci tijekom 13. stoljeća. Tijekom reformacije, na tlu Estonije učvrstio se protestantizam, a godine 1686. službeno je formirana Estonska evangelistička luteranska crkva. Protestanti su u Estoniji prije Drugog svjetskog rata činili oko 80% populacije. Većinom su bili luterani, a jedan manji broj vjernika pripadao je kalvinističkoj protestantskoj denominaciji. Premda je po Ustavu iz 1925. crkva službeno odvojena od države, vjerska učenja i dalje su bila prisutna u javnom životu, a na Državnom sveučilištu u Tartuu postojao je Zavod za teološke studije. Tijekom razdoblja sovjetske vlasti, estonska crkva izgubila je više od dvije trećine klera, crkvena imovina je nacionalizirana, a vjerske škole su zatvarane.
Kako su religija i kler bili u uskoj vezi s njemačkim feudalnim elitama tijekom cijelog 19. stoljeća, većina etničke estonske populacije nije prakticirala vjerske obrede. Nereligioznost se održala do današnjih dana pa je prema podacima Eurobarometra za 2010. godinu, više od polovine estonske populacije ireligiozno, po čemu je Estonija na prvom mjestu u Europi. Prema istom istraživanju, 18% građana izjasnilo se da vjeruje u Boga, njih 50% smatra da postoji neka vrsta "više životne sile", dok 29% građana ne vjeruje u postojanje nikakvih natprirodnih sila. Prema Gallupovim istraživanjima za razdoblje od 2006. do 2008., tek je 14% Estonaca religiju označilo kao važan dio svojih života, što je bio najniži postotak među 143 države koje su obuhvaćene istraživanjem.
Prema Eurobarometrovim istraživanjima iz 2012. godine, kršćanstvo je najvažnija i najdominantnija religija u Estoniji s oko 29% vjernika. Najveća kršćanska crkva u zemlji je Estonska pravoslavna crkva, kojoj pripada oko 16% estonskih građana. Protestanti čine oko 10%, a sve ostale kršćanske denominacije zajedno oko 28% građana. Među nereligioznim osobama njih 22% izjasnilo se ateistima, 16% agnosticima, dok je oko 15% bilo neizjašnjeno. Estonska luteranska crkva je prema podacima iz 2014. imala oko 180 000 službeno registriranih članova.
U zemlji postoje i manje organizirane muslimanske, judaističke i budističke skupine, a također i organizacija Maavalla Koda, koja okuplja vjernike koji poštuju poganske tradicije.

### Urbanizacija
Estonija je visoko urbanizirana zemlja i oko 70% stanovništva živi u gradskim središtima. U državi službeno postoji 47 gradskih naselja te 10 naselja razine manjih gradova. Sva gradska naselja nazivaju se zvanično linn. Glavni i najveći grad u zemlji je Tallinn, koji je ujedno i jedini grad s više od 100 000 stanovnika. Ostali važniji regionalni centri su još i Tartu, Narva, Pärnu i Kohtla-Järve.
Gradska naselja u Estoniji počinju se razvijati u 13. stoljeću i nastajala su uglavnom oko njemačkih utvrda u priobalnim područjima i na obalama rijeka. Prvi gradovi koji se spominju u povijesnim izvorima bili su Tartu (1030.), Tallinn (1248., odnosno 1154. pod imenom Kolivan, prema arapskim, odnosno Koljivanj, prema ruskim izvorima), Narva (1256.), Pärnu (1265.), Haapsalu (1279.), Viljandi (1283.) i Paide (1291.).
| Najveći gradovi u Estoniji Eesti Statistika | Najveći gradovi u Estoniji Eesti Statistika | Najveći gradovi u Estoniji Eesti Statistika | Najveći gradovi u Estoniji Eesti Statistika | Najveći gradovi u Estoniji Eesti Statistika | Najveći gradovi u Estoniji Eesti Statistika | Najveći gradovi u Estoniji Eesti Statistika | Najveći gradovi u Estoniji Eesti Statistika | Najveći gradovi u Estoniji Eesti Statistika | Najveći gradovi u Estoniji Eesti Statistika |
|                                             | Poredak                                     |                                             | Okrug                                       | Pop.                                        | Poredak                                     |                                             | Okrug                                       | Stan.                                       |                                             |
| ------------------------------------------- | ------------------------------------------- | ------------------------------------------- | ------------------------------------------- | ------------------------------------------- | ------------------------------------------- | ------------------------------------------- | ------------------------------------------- | ------------------------------------------- | ------------------------------------------- |
| Tallinn Tartu                               | 1                                           | Tallinn                                     | Harju                                       | 434 562                                     | 11                                          | Sillamäe                                    | Ida-Viru                                    | 12 719                                      | Narva Pärnu                                 |
| Tallinn Tartu                               | 2                                           | Tartu                                       | Tartu                                       | 96 974                                      | 12                                          | Valga                                       | Valga                                       | 12 182                                      | Narva Pärnu                                 |
| Tallinn Tartu                               | 3                                           | Narva                                       | Ida-Viru                                    | 55 249                                      | 13                                          | Võru                                        | Võru                                        | 11 859                                      | Narva Pärnu                                 |
| Tallinn Tartu                               | 4                                           | Pärnu                                       | Pärnu                                       | 50 643                                      | 14                                          | Paide                                       | Järva                                       | 10 590                                      | Narva Pärnu                                 |
| Tallinn Tartu                               | 5                                           | Kohtla-Järve                                | Ida-Viru                                    | 33 743                                      | 15                                          | Jõhvi                                       | Ida-Viru                                    | 10 541                                      | Narva Pärnu                                 |
| Tallinn Tartu                               | 6                                           | Viljandi                                    | Viljandi                                    | 17 407                                      | 16                                          | Keila                                       | Harju                                       | 9 910                                       | Narva Pärnu                                 |
| Tallinn Tartu                               | 7                                           | Maardu                                      | Harju                                       | 15 332                                      | 17                                          | Elva                                        | Tartu                                       | 5 664                                       | Narva Pärnu                                 |
| Tallinn Tartu                               | 8                                           | Rakvere                                     | Lääne-Viru                                  | 15 189                                      | 18                                          | Saue                                        | Harju                                       | 5 629                                       | Narva Pärnu                                 |
| Tallinn Tartu                               | 9                                           | Kuressaare                                  | Saare                                       | 13 097                                      | 19                                          | Põlva                                       | Põlva                                       | 5 324                                       | Narva Pärnu                                 |
| Tallinn Tartu                               | 10                                          | Haapsalu                                    | Lääne                                       | 13 077                                      | 20                                          | Tapa                                        | Lääne-Viru                                  | 5 316                                       | Narva Pärnu                                 |

## Gospodarstvo
U međuratnom razdoblju, estonsko je gospodarstvo postupno počelo prelaziti s poljoprivrednog na industrijski sektor i razvijati se po uzoru na gospodarstvo susjedne Finske. U tom razdoblju, estonski poljoprivredni proizvodi (posebice maslac, mlijeko i sirevi) prodavali su se na tržištima Njemačke i drugih zapadnoeuropskih zemalja. Životni standard estonskog stanovništva u istom razdoblju bio je gotovo jednak standardu stanovništva Finske. Tijekom Drugog svjetskog rata, gospodarski sustav u zemlji doživio je potpuni kolaps, a nakon sovjetske okupacije i potpuni preokret s tržišne na socijalističku privredu. Estonija je nakon 1944. u potpunosti integrirana u sovjetski gospodarski sustav utemeljen na društvenom vlasništvu. Iako je u tom razdoblju došlo do intenzivne industrijalizacije zemlje, životni standard je značajno opao, pa je prema podacima iz 1987. BDP Estonske SSR gotovo ostao na predratnom nivou od oko 2 000 američkih dolara, dok je u istom razdoblju BDP Finske porastao na 14 370 američkih dolara. Godine 1990., estonski je BDP per capita iznosio samo 100 američkih dolara.
Nakon obnove nezavisnosti zemlje 1991. izvršena je ponovna tranzicija na tržišnu ekonomiju i u zemlji su provedene brojne ekonomske reforme. Jedna od najznačajnijih svakako je bilo uvođenje poreza na dodatnu vrijednost po jedinstvenoj stopi od 26% (nevezano za visinu primanja), a porezna je stopa u razdoblju od 2005. do 2008. postupno smanjivana na trenutnih 21%. Cjelokupna vrijednost poreza na nekretnine koristi se za financiranje lokalnih samouprava. Oporezivanju podliježu čak i javne institucije. 
Zahvaljujući sveobuhvatnim reformama, gospodarstvo se za kratko vrijeme oporavilo, a razdoblje tranzicije sa socijalističkog na kapitalistički sustav nije bio turbulentan kao u nekim drugim državama sa sličnom problematikom. Tako je nacionalni BDP u usporedbi s Europskom unijom porastao s 34.8%, koliko je iznosio 1996., na 65% 2007. Za manje od 20 godina ekonomske tranzicije, estonsko se gospodarstvo transformiralo i integriralo s ekonomskim sustavima susjednih nordijskih zemlja, posebice Švedske i Finske, i prema podacima Svjetske banke dostigla status visokorazvijene ekonomije. Bruto društveni proizvod po glavi stanovnika bilježi konstantan rast pa je tako s 23 631 dolara u 2012. porastao na 29 543 dolara u 2016. Prema podacima iz 2018., iznosio je čak 35 974 američkih dolara. Brojne reforme znatno su olakšale razvoj malih poduzeća u zemlji pa je tako prema indeksu ekonomskih sloboda za 2021. Estonija rangirana na visoko osmo mjesto u svijetu, odnosno na četvrto mjesto među europskim državama te prvo među članicama Unije. Zbog uspješne i brze ekonomske tranzicije te naglog razvoja, Estonija se često naziva i baltičkim tigrom (zajedno s gospodarstvima Latvije i Litve).
U studenome 1999., Estonija je postala članicom Svjetske trgovinske organizacije, a od 2010. i Organizacije za ekonomsku suradnju i razvoj (OECD).
Prije službenog pridruživanja Eurozoni, nacionalna valuta bila je estonska kruna, koja je bila vezana za njemačku marku u omjeru 1 DEM za 8 EEK. Kruna kao službena estonska valuta bila je u opticaju u dva navrata, od 1928. do 1940. te od 1992. do 2011. Prethodila joj je estonska marka, koja je u opticaju bila od 1918. do 1927., a naslijedio ju je euro nakon što je Estonija službeno usvojila jedinstvenu europsku valutu kao vlastito platežno sredstvo 1. siječnja 2011. S uvođenjem eura, Estonija je tako postala 17. članicom Eurozone. Zamjena estonske krune za euro vršena je po omjeru 1€ za 15.64664 EEK. Tijekom razdoblja sovjetske vlasti, službena je valuta bila sovjetski rubalj.
Prema podacima Eurostata, Estonija ima najmanji javni dug među svim zemljama Europske unije, koji je krajem 2019. iznosio 8.4% nacionalnog BDP-a. Iz europskih fondova za razvoj Estonija je u periodu od 2007. do 2013. dobila oko 3.4 milijarde eura.
Estonsko je gospodarstvo izravno osjetilo posljedice velike ekonomske krize (2008. – 2010.) te je tako BDP u prvoj polovini 2008. palo za 1.4%, a do kraja iste godine za čak 9%. Gospodarstvo se stabiliziralo tek početkom 2010. i ponovo je počelo rasti. Tako je u trećem kvartalu 2010. industrijska proizvodnja porasla za čak 23% u usporedbi s istim razdobljem prethodne godine. Od tada, gospodarstvo svake godine bilježi kontinuirani rast. Prema statističkim podacima iz ožujka 2016., prosječna mjesečna plaća iznosila je 1 105 eura. Međutim, postoje znatne razlike u vrijednostima BDP među pojedinim okruzima u zemlji. Trenutno, područje oko glavnog grada Tallinna sudjeluje s više od 50% ukupnog nacionalnog BDP-a. Tako je 2008. BDP u Tallinnu iznosio 172% od prosječnog BDP-a na nacionalnom nivou, ili čak 115% prosječnog BDP-a na nivou Europske unije. Stopa nezaposlenosti je u listopadu 2020. iznosila 8%, što je malo iznad prosjeka EU-a (7,3%), ali manje od prosjeka Eurozone (8,3%). Jedino razdoblje u kojem je zabilježen konstantan rast nezaposlenosti bilo je razdoblje od svibnja 2008. do svibnja 2009., kada je nezaposlenost porasla s 3,9% na čak 15,6%. Godine 2012., Estonija je bila jedina članica Eurozone s proračunskim suficitom i s javnim dugom od svega 6%.
Prema procjenama Centra za studije predviđanja i međunarodnih informacija (Centre d'Etudes Prospectives et d'Informations Internationales), ukoliko se nastavi aktualni trend gospodarskog rasta, estonsko će gospodarstvo do 2025. dostići nivo razvijenosti nordijskih zemalja, a do 2050. postati i jednom od najproduktivnijih ekonomija unutar Europske unije.
Prema podacima iz 2017., najveći udio (preko 71%) u ukupnom nacionalnom dohotku dolazi iz uslužnog sektora, na industrijski sektor otpada oko 25%, dok poljoprivreda i druge primarne djelatnosti daju tek oko 4% nacionalnog BDP-a. Najvažniji privredni sektori su prerađivačka industrija, koja čini oko 14,5% ukupne proizvodnje, zatim promet, građevinarstvo i komunikacije s ukupno 10%, trgovina čini 13,5%, a svi ostali sektori oko 21%.
Estonija ima visoko razvijen sektor informatičkih tehnologija i smatra se jednom od najrazvijenijih informatičkih zemalja u Europi. Estonski programeri Ahti Heinla, Priit Kasesalu i Jaan Tallinn sudjelovali su u stvaranju softvera za telekomunikacije Skype.

### Poljoprivreda i šumarstvo
Godine 1991., oko 12% radno sposobnog stanovništva Estonije bilo je zaposleno u poljoprivrednom sektoru i proizvodilo je 15,4% ukupnog nacionalnog dohotka. U to vrijeme, Estonija je imala oko 1,3 milijuna hektara poljoprivrednog zemljišta, a oko milijun hektara činile su oranice. Tijekom sovjetskog razdoblja, obradive površine smanjene su za oko 405 000 hektara i to je zemljište uglavnom pošumljeno. Kolektivizacija koja je provođena tijekom 1940-ih i 1950-ih negativno se odrazila na estonsku poljoprivredu, posebice na mala seoska imanja koja su u predratnom razdoblju činila osnovu estonskog gospodarstva. Do početka 1990., na tlu Estonije postojala je 221 zadruga i 117 državnih farmi s prosječno oko 350 do 400 zaposlenih na svakoj od farmi. Na farmama su se najviše uzgajala goveda i svinje, a Estonija je bila jedan od glavnih opskrbljivača drugih sovjetskih republika mesom i mlijekom. S druge strane, hrana za stoku dobavljala se uglavnom iz Rusije.
Nakon obnove neovisnosti zemlje ukinuto je kolektivno vlasništvo i zemlja je ponovo denacionalizirana. Zakonom je omogućeno da svaki pojedinac može iznajmiti do 50 hektara obradivog zemljišta za uzgoj žitarica i drugih kultura. Zemljište je naslijedivo, ali ne može se ni prodati ni kupiti. Cilj reforme poljoprivrednog sektora bilo je oživljavanje sela i malih seoskih gazdinstava, koja su bila gotovo nestala uslijed kolektivizacije. Svega šest mjeseci nakon usvajanja niza reformi u poljoprivrednom sektoru službeno je registrirano oko 2 000 malih seoskih gazdinstava, i njihov se broj povećavao u narednom razdoblju. Godine 1993., u Estoniji je djelovalo ukupno 8 781 seosko gazdinstvo na kojima se obrađivalo oko četvrtine svih obradivih površina. Prema zakonu o porezu na imovinu, koji je tijekom 1993. usvojio nacionalni parlament, svako domaćinstvo plaćalo je godišnji porez na imovinu od 0,8% do 1,2% od ukupne procijenjene vrijednosti posjeda (0,5% od poreza išlo je direktno u državni proračun, a ostatak u proračune lokalnih jedinica).
Međutim, udio poljoprivrede u ukupnom nacionalnom dohotku pao je sa 15% na 3,3% u razdoblju od 1991. do 2000., a broj zaposlenih u poljoprivredi pao je u istom razdoblju s 15% na 5,2%.
Najvažnije stočarske djelatnosti su mliječno govedarstvo, svinjogojstvo i peradarstvo, dok su glavne ratarske kulture žitarice, krumpir i povrće. Meso i mesne prerađevine uglavnom se izvoze, dok se ratarski proizvodi plasiraju na domaćem tržištu. Mnoge farme počivaju na principima organske poljoprivrede.
Pod šumama je oko dva milijuna hektara s procijenjenih oko 274 milijuna kubnih metara drveta, od čega je pod komercijalnom eksploatacijom oko 70% šumskog bogatstva. Oko 40% svih šuma nalazi se u izravnom vlasništvu države. U šumarstvu je zaposleno oko 1% od ukupnog radno aktivnog stanovništva.

### Industrija, rudarstvo i energetika
Estonija je relativno siromašna prirodnim resursima. Najvažniji privredni resursi su uljni škriljevci, vapnenac koji se koristi kao građevinski materijal i drvo (šume pokrivaju oko polovine državnog teritorija). Postoje i manje zalihe fosforita, uranita i granita, koje se još uvijek ne eksploatiraju u značajnijim količinama. Značajnija su i nalazišta rijetkih zemljinih oksida koji su se tijekom posljednjih 50 godina nataložili na odlagalištima uranove rude, škriljevaca i loparita na području Sillamäe. Trenutno se godišnje izvozi oko 3 000 tona ovih oksida, što čini oko 2% ukupne svjetske proizvodnje.
Najvažnije industrijske grane u zemlji su strojarska (na koju otpada oko 25% ukupne industrijske proizvodnje) i drvoprerađivačka industrija (oko 20%), a nakon njih slijede prehrambena i kemijska industrija s udjelom od po 10%, metaloprerađivačka (oko 13%) i laka industrija (s manje od 5% udjela u ukupnoj industrijskoj proizvodnji). U posljednje vrijeme, znatnije se razvija i elektroindustrija. Najvažnija industrijska postrojenja nalaze se na istoku zemlje, u okrugu Ida-Viru te u okolici Tallinna. Prehrambena industrija koncentrirana je uglavnom na domaće tržište na kojem podmiruje oko 80% ukupnih potreba za hranom. Rudarstvo kao djelatnost dosta je slabo razvijeno, upravo zbog siromaštva u rudama i uglavnom se svodi na eksploataciju uljnih škriljevaca, treseta i građevinskog materijala (šljunak, pijesak, vapnenački kamen i glina).
Industrija uljnih škriljevaca visoko je razvijena, a škriljevci zadovoljavaju oko tri četvrtine ukupnih potreba za električnom energijom (i sudjeluje s čak 4% u ukupnom nacionalnom dohotku). Uljni škriljevci (estonski: põlevkivi) predstavljaju jedan od strateški najvažnijih energenata u Estoniji. U ovoj grani industrije u 2012. bilo je zaposleno oko 6 500 radnika, ili oko 1% ukupne radne snage u zemlji. Oko 70% škriljevaca koristi se kao pogonsko gorivo u termoelektranama, dok se jedan manji postotak koristi za dobivanje sintetičke nafte procesom pirolize. Estonija je, poslije Kine, druga zemlja na svijetu po proizvodnji nafte iz uljnih škriljevaca. Škriljevci se koriste i u građevinskoj industriji kao sirovina za proizvodnju cementa. Ukupne zalihe uljnih škriljevaca u Estoniji procijenjene su na oko 4,8 milijardi tona, a ekonomski isplativo razdoblje eksploatacije procijenjen je na narednih 30 godina.
Estonija je energetski ovisna zemlja koja proizvodi oko 75% od ukupno potrebne električne energije, dok se ostatak električne energije uvozi. Oko 85% ukupne proizvodnje električne energije proizvodi se u termoelektranama, koje kao pogonsko gorivo koriste uljni škriljevac. Najveći elektroenergetski objekt u zemlji je kompleks Narvske termoelektrane (estonski: Narva Elektrijaamad), koji se nalazi u okolini grada Narve, na krajnjem sjeveroistoku zemlje. Kompleks čine dvije zasebne termoelektrane (Esti i Balti), koje kao pogonsko gorivo koriste uljne škriljevce, ujedno dva najveća elektroenergetska objekta tog tipa na svijetu. Prema podacima iz 2007., u Narvskim termoelektranama proizvodilo se gotovo 95% ukupne estonske proizvodnje električne energije.
Među obnovljivim izvorima energije najviše se koristi energija vjetra, a prema podacima iz 2014., ukupna snaga svih vjetroelektrana iznosila je 303 MW, što je činilo oko 3.2% ukupne proizvodnje električne energije. Najveća koncentracija vjetroelektrana je u području oko jezera Peipsi i na otoku Hiiumi.
Estonska elektroprivreda (estonski: Eesti Energia) dio je jedinstvenog tržišta električne energije Nord Pool.

### Promet, trgovina i turizam
Ukupna dužina svih cestovnih pravaca u zemlji je 57 565 km, od čega je asfaltirano tek 12 926 km (podaci za 2013. godinu). Glavni je razlog za lošiju cestovnu infrastrukturu, pored nedostatka novca, i slaba gustoća naseljenosti i gotovo odsutnost stanovništva u mnogim dijelovima zemlje. Oko 10% ili 1 607 km čine glavne cestovne prometnice od nacionalnog značaja. Najvažnije autoceste su E20 Tallinn–Narva–Sankt Peterburg (dužine 211 km), E263 Tallinn–Tartu–Võru–Luhamaa (291 km), E264 Jõhvi–Tartu–Valga (216 km), E67 Tallinn–Pärnu–Ikla (193 km) i drugi. Postoji ukupno 12 cestovnih pravaca prvog stupnja. Cestovni promet dominira prijevozom putnika s udjelom od oko 90% u ukupnom putničkom prometu.
Željeznica dominira u prijevozu tereta i ovim oblikom prijevoza transportira se gotovo 70% ukupnog transporta robe. Ukupna dužina svih željezničkih pruga u zemlji je oko 1 200 km, dok je u upotrebi oko 900 km. Željeznički je promet u vlasništvu države, a širina kolosijeka iznosi 1 520 mm (tzv. ruski kolosijek). Najfrekventniji željeznički pravci su Tallinn–Narva, Tallinn–Paldiski, Tallinn–Rapla i Tapa–Tartu.
Estonija je među vodećim zemljama u Europi po broju električnih vozila, s prosjekom od oko 1 električnog automobila na 1 000 stanovnika. Vlada potiče korištenje vozila na električni pogon, a na čak 165 pumpi u zemlji nalaze se i odgovarajući adapteri za punjenje baterija električnih automobila.
| Glavni trgovinski partneri Estonije za 2018. godinu | Glavni trgovinski partneri Estonije za 2018. godinu | Glavni trgovinski partneri Estonije za 2018. godinu | Glavni trgovinski partneri Estonije za 2018. godinu |
| Izvoz                                               | Izvoz                                               | Uvoz                                                | Uvoz                                                |
| --------------------------------------------------- | --------------------------------------------------- | --------------------------------------------------- | --------------------------------------------------- |
| Finska                                              | 16%                                                 | Finska                                              | 13%                                                 |
| Švedska                                             | 11%                                                 | Njemačka                                            | 10%                                                 |
| Latvija                                             | 10%                                                 | Litva                                               | 10%                                                 |
| Rusija                                              | 8%                                                  | Švedska                                             | 9%                                                  |
| Njemačka                                            | 6%                                                  | Rusija                                              | 9%                                                  |
| Litva                                               | 6%                                                  | Latvija                                             | 9%                                                  |
| Nizozemska                                          | 4%                                                  | Nizozemska                                          | 8%                                                  |

Prema službenom državnom registru lučkih pristaništa, u Estoniji postoji 45 luka i gotovo se sve nalaze na baltičkim obalama. Najveće i ekonomski najvažnije luke su Muuga (u blizini Tallinna), Tallinn (s nekoliko pristaništa), Paldiski, Kunda, Pärnu i Sillamäe. Najveći značaj u putničkom prometu na Baltiku ima kompanija Tallink koja održava redovne brodske veze između Tallinma s jedne i Helsinkija, Sankt Peterburga i švedskih gradova s druge strane. Tokom ljetnih mjeseci, iz Tallinna ka Helsinkiju polaze trajekti na svaki sat, a rutu između dva grada dužine oko 80 km godišnje pređe oko osam milijuna putnika. Između kontinentalnog dijela i otoka postoje redovne trajektne linije.
U zemlji se nalazi 12 zračnih luka i 1 helidrom. Tallinnska zračna luka (koji se zove po bivšem predsjedniku Lennartu Meriju) najveći je u zemlji i kroz njega je tokom 2019. godine prošlo 3 267 909 putnika. Međunarodni letovi obavljaju se i s aerodroma u Pärnu i Tartuu. Sva četiri veća otoka također imaju vlastite aerodrome s kojih polaze letovi uglavnom u domaćem prometu.
U prometu je zaposleno oko 7,5% radno sposobnog stanovništva. Tranzitni promet između Rusije i ostatka Europe donosi znatne prihode u estonski budžet.
Nakon članstva u Europskoj uniji, broj stranih turista koji posjećuju Estoniju porastao je za više od 25%, pa tako prema aktualnim podacima zemlju godišnje posjeti oko četiri milijuna stranih turista. Najviše stranih turista dolazi iz susjedne Finske i uglavnom je riječ o jednodnevnim turistima koji zbog kupovine posjećuju Tallinn. Tallinn je redovna stanica svih baltičkih krstarenja.
Od uspostave neovisnosti zemlje, estonsko se gospodarstvo temelji na modelu tržišne ekonomije i jedna je od zemalja Istočne Europe s najvišim BDP-om. Najvažniji financijski centar u zemlji je Tallinn, a Tallinnska burza članica je Nasdaq Nordic grupe.
Najvažniji izvozni proizvodi su strojevi i oprema, drvo i papir, odjeća, hrana, namještaj te proizvodi kemijske i metalne industrije. Značajan udio u izvozu čini i električna energija, u prosjeku oko 1 562 milijarde kilovat sati godišnje. S druge strane, godišnje se uveze u prosjeku oko 200 milijuna kilovat sati električne energije. Najviše se uvoze nafta (iz Litve i Norveške) i zemni plin (iz Rusije). Tri najvažnija izvozna tržišta Estonije su Švedska, Finska i Latvija, na koje otpada oko polovina ukupnog izvoza.

## Obrazovanje i znanost
Prve škole na tlu današnje Estonije otvarane su tijekom 13. i 14. stoljeća i uglavnom su to bile škole koje su otvarane pod patronatom crkvenih (katedralne škole) i monaških zajednica. Prvi bukvar na estonskom jeziku tiskan je 1575. godine. Najstarija sveučilišna ustanova u zemlji je Sveučilište u Tartuu, a osnovao ga je još 1632. švedski kralj Gustav II. Adolf. Prva predavanja na estonskom jeziku na sveučilištima održana su tek 1919., čime je prekinuta praksa dotadašnjeg visokoškolskog obrazovanja na latinskom, ruskom ili njemačkom jeziku.
Obrazovni sustav u Estoniji danas je podijeljen na 4 razine: predškolsko obrazovanje (vrtić, do sedme godine), osnovno obrazovanje (osnovna škola, 9 razreda, od 8. do 16. godine), srednje obrazovanje (srednja škola, 3 godine) i visoko obrazovanje (više škole i fakulteti). Školske institucije mogu biti državne, općinske (lokalne), javne i privatne ustanove, a prema podacima iz 2009., na teritoriju Estonije djelovalo je ukupno 589 škola. Kvalitetu estonskog obrazovanja najbolje potvrđuje podatak da su prema procjenama europske agencije za vrednovanje kvalitete obrazovanja (PISA) godine 2018. estonski gimnazijalci rangirani na 5. mjestu u svijetu (u sve tri kategorije, ispred njih su samo učenici iz azijskih zemalja, dok je Estonija ispred svih ostalih zemalja svijeta). U Estoniji je nepismenost službeno iskorijenjena, a pismeno je sto posto odraslog stanovništva. Jednako tako, čak 89% stanovništva starosti između 25 i 64 godine ima visoku stručnu spremu, što je jedna od najviših stopa u suvremenom svijetu.
Akademski stupanj obrazovanja podijeljen je na tri razine: diplomski studiji, magistarski (master) studiji i doktorski studiji. U nekim studijskim programima (diplomski medicinski studiji, veterina, farmacija, dentalna medicina, arhitektura i pedagoški studiji) izjednačeni su diplomski i magistarski studiji te imaju isti stupanj. Javna sveučilišta imaju visok stupanj autonomije u svom radu i osim organiziranja akademskog života unutar samog sveučilišta, ona imaju slobodu kreiranja vlastitih nastavnih programa, uspostavljanja uvjeta za prijem novih studenata, usvajanja budžeta i planova budućeg razvoja, vrše izbor rektora i donose odluke o upravljanju vlastitom imovinom. Najveća javna sveučilišta su Sveučilište u Tartuu, Sveučilište u Tallinnu, te Estonska akademija umjetnosti, dok je najveća privatna visokoškolska ustanova Estonska poslovna škola. Tartusko sveučilište najstarija je i najprestižnija visokoškolska ustanova u zemlji i pohađa ga oko 13 000 studenata (od čega oko 1 300 stranih studenata). Prema publikaciji QS Global World Rankings, Sveučilište u Tartuu rangirano je na 285. mjesto u svijetu i najprestižnije je sveučilište na Baltiku. Jedino je sveučilište iz Baltičkih zemalja koji se nalazi na listi 200 najboljih europskih sveučilišta.
Najvažnija znanstvena ustanova u zemlji je Estonska akademija znanosti (estonski: Eesti Teaduste Akadeemia) sa sjedištem u Tallinnu, osnovana 1938. godine. U ožujku 2017., Akademija je imala 77 stalnih i 20 stranih članova. Jedna od najvažnijih znanstveno-istraživačkih institucija u zemlji je Nacionalni institut za kemijsku fiziku i biofiziku (estonski: Keemilise ja Bioloogilise Füüsika Instituut, KBFI). Prvi informatički znanstveni centri u zemlji osnovani su tokom 1950-ih godina u Tallinnu i Tartuu, a estonski informatički stručnjaci uvelike su sudjelovali u razvoju softvera kojim su se koristila razna ministarstva Sovjetskog Saveza tijekom 1980-ih. Estonska vlada ulaže značajna sredstva u istraživanja i razvoj i od 2015., postotak ulaganja u znanost iznosi oko 4% nacionalnog BDP-a, što je više u odnosu na prosjek EU koji iznosi oko 2%.
Godine 1810., u Dorpatu (današnji Tartu) završeni su radovi na izgradnji opservatorija, a 1814. postavljeni su prvi instrumenti. Ovaj opservatorij koristio je Friedrich Georg Wilhelm von Struve kao početnu točku prilikom određivanja svog geodetskog luka (istraživanja su obavljana već tokom 1816.). Godine 1824., u opservatoriju je instaliran u to vrijeme najmoćniji 9" refraktor. Opservatorij danas raspolaže s dva reflektorska teleskopa dimenzija 1,5 m i 0,6 m.
Neki od najpoznatijih estonskih znanstvenika su astronomi Friedrich Georg Wilhelm von Struve, Ernst Öpik i Jaan Einasto, biolozi Karl Ernst von Baer i Jakob von Uexküll, kemičari Wilhelm Ostwald i Carl Schmidt, ekonomist Ragnar Nurkse, matematičar Edgar Krahn, medicinski znanstvenici Ludvig Puusepp i Nikolaj Pirogov, fizičar Thomas Johann Seebeck, politolog Rein Taagepera, psiholozi Endel Tulving and Risto Näätänen, te semiotičar Juri Lotman.

## Kultura
Zahvaljujući svom geografskom položaju, Estonija se nalazi na mjestu gdje su se vjekovima sudarali utjecaji sjeverne, zapadne i istočne Europe, mjestu gdje su se sudarale tradicije katoličanstva, pravoslavlja i protestantizma. Zbog svega toga, estonska je kulturna scena jako raznovrsna i jako specifična. Kulturološki utjecaj skandinavskih naroda naročito je velik u priobalnim područjima zemlje, koja su tradicionalno bila vezana za skandinavske zemlje, dok su južni i istočni dijelovi bili podložni utjecajima baltijskih Livonaca (Latvijaca) i slavenskih Rusa i Poljaka. Njemačka plemićka elita, koja je praktički vjekovima vladala zemljom, također je ostavila veliki trag na kulturu i tradiciju estonskih gradova.
Tijekom srednjeg vijeka, estonska se kultura svodila na usmenu književnost i narodne običaje, a pisana riječ na estonskom jeziku gotovo da nije postojala. Danski povjesničar Saxo Grammaticus u svom djelu Gesta Danorum iz 1179. po prvi put detaljnije opisuje estonsku tradicionalnu glazbu, spominjući estonske ratnike koji pjevaju noću prije no što krenu u bitku. Livonski monah Henrik na početku 13. stoljeća detaljnije je opisivao estonski duhovni život, njihove žrtvene običaje, božanstva i duhove. Njemački kroničar i svećenik Balthasar Rüssow 1578. u svom djelu Chronica der Provinz Lyfflandt (hrvatski: Kronika provincije Livonije) između ostalih opisuje i tradicionalne estonske proslave tijekom ljetnog solsticija (estonski: jaanipäev), te praznika svetog Ivana Krstitelja i to su bili prvi detaljniji opisi narodnih običaja nakon kristijanizacije zemlje. Estonska narodna vjerovanja, tradicije i nekoliko narodnih pjesama opisani su u djelu Topograpische Nachrichten von Lief- und Ehstland (hrvatski: Topografske vijesti iz Livonije i Estonije) Augusta Hupela (pisano od 1774. do 1779. u tri sveska). Godine 1778., Johann Gottfried Herder preveo je nekoliko estonskih narodnih pjesama na njemački jezik i objavio ih u svom djelu Volkslieder (hrvatski: Narodne pjesme).
Zanimanje za estonsko narodno stvaralaštvo naglo je poraslo tijekom estonskog narodnog preporoda. Godine 1839., osnovano je Estonsko učeno društvo (estonski: Õpetatud Eesti Selts) s osnovnim zadatkom prikupljanja i proučavanja estonskog folklora i tradicija. Jedan od najistaknutijih članova društva bio je književnik Friedrich Robert Faehlmann koji je u prijevodu na njemački jezik objavio brojne estonske mitove i legende. Alexander Heinrich Neus prikupio je oko 1 300 estonskih narodnih pjesama i objavio ih u antologiji u tri sveska Ehstnische Volkslieder (hrvatski: Estonske narodne pjesme) na estonskom i njemačkom jeziku.
Najvažnija kulturna ustanova u zemlji danas je Estonska akademija umjetnosti (estonski: Eesti Kunstiakadeemia, EKA) u Tallinnu, osnovana 1914.

### Književnost
Književna djelatnost na estonskom jeziku gotovo da nije postojala u razdoblju od kraja Sjevernih križarskih ratova do kraja Prvog svjetskog rata i svodila se na svega nekoliko književnih radova. Jedno od najstarijih djela u kojima se nalaze dijelovi pisani na estonskom narodnom jeziku je Kullamski molitvenik pisan između 1524. i 1528. Prva poznata tiskana knjiga izdana u dvojezičnoj inačici na njemačkom i estonskom jeziku bio je Luteranski katekizam iz 1535. Zanimljivo je da je prvo izdanje estonske gramatike tiskano na njemačkom jeziku 1637. Novi zavjet prvi je put tiskan 1686. na južnoestonskom narječju, a izdanje na standardnom estonskom jeziku tiskano je tri desetljeća kasnije 1715. Književna djelatnost na estonskom jeziku počela se aktivnije razvijati u razdoblju estofilskog buđenja od sredine 18. do sredine 19. stoljeća. "Ocem" moderne estonske književnosti i osnivačem modernog estonskog pjesništva smatra se pjesnik Kristjan Jaak Peterson. U Tallinnu je 1842. osnovano Društvo estonskih književnika.
Prvobitna estonska književnost utemeljena je na bogatom epskom i lirskom usmenom stvaralaštvu koje je pretočeno u pisanu riječ. Jedan od najvećih predstavnika tog žanra bio je Friedrich Reinhold Kreutzwald, koji je napisao prvi estonski nacionalni ep Kalevipoeg (hrvatski: Kalevov sin, tiskan tijekom 1850-ih), temeljem inicijalnog nedovršenog teksta što ga je započeo Friedrich Robert Faehlmann. U njegova značajnija djela ubrajaju se i Stare estonske bajke (1866.) i poema Lembitu (1885.). Kreutzwald se smatra autorom prvog originalnog djela na estonskom jeziku.
Jedan od najutjecajnijih estonskih prozaista iz početnog razdoblja estonske književnosti bio je i Oskar Luts, a njegov roman Kevade (hrvatski: Proljeće) smatra se jednim od najboljih književnih djela na estonskom jeziku. Lydia Koidula smatra se utemeljiteljicom ženske poezije u Estoniji.
Među najznačajnija djela estonske književnosti ubraja se i realistička pentalogija Tõde ja õigus (hrvatski: Istina i pravda; pisana u razdoblju od 1926. do 1933.) A. H. Tammsaarea, koja prati evoluciju estonskog društva od seoskih zajednica do nezavisne nacije.
Među najznačajnije estonske suvremene autore ubrajaju se Jaan Kross, Jaan Kaplinski, Tõnu Õnnepalu i Andrus Kivirähk.

### Glazba
Estonska glazba razvila se iz tradicionalnih narodnih pjesama, a najstariji tragovi te glazbe vuku korijene još iz 12. stoljeća i razdoblja runskih zapisa. Runsko pjevanje dominiralo je estonskom tradicionalnom glazbom sve do 18. stoljeća, kada su ga zamijenile znatno ritmičnije forme. Najstariji pisani trag estonske tradicionalne glazbe i plesa datira iz 1179., kada je danski povjesničar Saxo Grammaticus u svom djelu Gesta Danorum među prvima detaljno opisao glazbenu tradiciju estonskog naroda. Saxo posebno spominje tradicionalne ratničke pjesme, koje su se pjevale uoči vojničkih pohoda. Narodne pjesme javljaju se u više oblika; mogu biti epske, lirske ili radničke pjesme. Prva osoba koja je započela sakupljati estonske tradicionalne pjesme bio je Jakob Hurt. Hurt je ukupno prikupio i objavio preko 12 400 stranica tradicionalnih pjesama iz svih dijelova Estonije. Tijekom 20. stoljeća, tradicionalno runsko pjevanje održalo se još jedino na krajnjem zapadu zemlje, na otoku Kihnuu, te na krajnjem jugoistoku u regiji Setumaa.
Među najstarije tradicionalne glazbene instrumente ubrajaju se razne vrste puhačkih instrumenata, poput frule i roga, koje su koristili estonski pastiri pašući svoja stada. U sredinama s njemačkom većinom popularni instrumenti bili su citra, končertina, violina i harmonika. Tradicionalni instrument koji se i danas koristi prilikom izvođenja tradicionalnih pjesama je kannel, žičani instrument koji je danas jedan od nacionalnih simbola. U Viljandiju je 2008. osnovan centar za očuvanje tradicionalne glazbe.
Profesionalno muziciranje počinje se razvijati tek nakon narodnog preporoda i to je razdoblje kada se pojavljuju prvi profesionalni skladateljii klasične glazbe. Najznačajniji među njima bili su Rudolf Tobias i Artur Kapp. Značajan dio glazbene scene Estonije predstavlja zborsko pjevanje. Prvi festival zborova (estonski: Laulupidu) održan je 1869. i danas predstavlja jedan od najstarijih i najvećih festivala amaterskih zborova u svijetu i održava se svakih pet godina u Tallinnu (Tallinn je domaćin festivala od 1928.).
Tokom 1960-ih dolazi do prave renesanse tradicionalne glazbe. Širom zemlje osnivaju se brojna kulturno-umjetnička društva koja njeguju tradicionalne glazbene vrijednosti. Godine 1967. snimljena je prva gramofonska ploča s tradicionalnim pjesmama i melodijama (Eesti rahvalaule ja pillilugusid). U tom razdoblju djelovanje započinju i skladatelj Arvo Pärt, jedan od najpoznatijih i najznačajnijih suvremenih klasičnih skladatelja, te operni pjevač (bariton) Georg Ots.
U suvremenoj pop i rock glazbi najveći uspjeh ostvarila je pjevačica Kerli Kõiv, koja je ostvarila značajan uspjeh širom Europe i Sjeverne Amerike. Kerli Kõiv pojavila se i kao izvođač jedne pjesme u američkom filmu Alice in Wonderland iz 2010. i televizijskoj seriji Smallville. Među popularnije estonske izvođače ubrajaju se još i Koit Toome, Ivo Linna, Gerli Padar, Laura Põldvere, Birgit Õigemeel, Jüri Pootsmann i drugi.
Godine 1994., Estonija je debitirala na Eurosongu. Svoju prvu i jedinu pobjedu na ovom natjecanju Estonija je ostvarila u Kopenhagenu 2001., kada je pjesma "Everybody" u izvođenju Tanela Padara i Davea Bentona zauzela prvo mjesto sa 198 osvojenih bodova. Zahvaljujući toj pobjedi, grad Tallinn je slijedeće godine bio domaćin Eurosonga.
Pjesma "Rändajad" u izvođenju grupe Urban Symphony, koja je ujedno bila predstavnik Estonije na Eurosongu 2009., jedina je pjesma na estonskom jeziku koja se našla na top listama u Ujedinjenom Kraljevstvu, Belgiji i Švicarskoj.

### Likovna umjetnost i arhitektura
Najstariji primjerak likovne aktivnosti na tlu Estonije pronađen je na lokalitetu Tamula u okrugu Võru na jugu zemlje, a riječ je o uklesanom ljudskom liku na komadu kosti, za koji se pretpostavlja da je nastao negdje u drugom tisućljeću prije Krista. Budući da je dio estonske povijesti od 13. do 20. stoljeća u stvari razdoblje vladavine susjednih naroda nad Estoncima, likovna umjetnost Estonaca u tom razdoblju svodi se na narodnu radinost.
Krajem 19. i početkom 20. stoljeća, mnogobrojni estonski umjetnici odlaze na studij na prestižna sveučilišta diljem Europe i po prvi se puta u povijesti u Estoniji formira klasa školovanih likovnih umjetnika. Tako se Johann Köler, koji se školovao na Likovnoj akademiji u Sankt Peterburgu, smatra prvim školovanim estonskim slikarom. Estonska likovna umjetnost dijeli se na "njemačko razdoblje" (ekspresionizam iz doba Prvog svjetskog rata), "francusko razdoblje" (postimpresionizam iz 1930-ih) i "rusko razdoblje" (socrealizam iz 1940-ih i 1950-ih godina). Kraj 1960-ih uglavnom se definira kao "američko razdoblje" u kojem se umjetnost razvijala u stilu pop arta, da bi krajem 20. i početkom 21. stoljeća dominantan pravac u estonskoj umjetnosti postao figurativizam.
Među najznačajnije likovne umjetnike Estonije ubrajaju se još i slikari Ants Laikmaa, Paul Raud, Evald Okas, Kristjan Raud i Konrad Mägi.
Najznačajnija muzejska ustanova posvećena likovnoj umjetnosti u zemlji je Muzej likovnih umjetnosti Estonije (estonski: Eesti Kunstimuuseum), osnovan 17. studenog 1919. u Tallinnu. Muzej, čije je prvobitno sjedište bila palača Kadriorg, ubrzo se proširio na više lokaliteta i danas, pored stalnog postava lokalnih autora izlaže i međunarodne radove.
- Bernt Notke: Danse Macabre (kasno 15. stoljeće), ulje na platnu, 157 × 750 cm
- Gottlieb Welté: Kralj David (18. stoljeće), ulje na platnu, 46 × 36 cm
- August Georg Wilhelm Pezold: Portret obitelji Doeppi (1845.), ulje na platnu, 34,8 × 44,3 cm
- Johann Köler: Svećenici proklinju Lorelei (1887.), ulje na platnu, 395 × 345 cm
- Oskar Hoffmann: Tržnica u Dorpatu (1880-ih), ulje na furniru, 13,6 × 17,8 cm
- Paul Raud: Usnula mačka (1908.), ulje na platnu
- Ants Laikmaa: Crni dječak (1910. – 1912.). ulje na platnu, 27 × 21 cm
- Konrad Mägi: Pejzaž na Vilsandiju (1913. – 1914.), ulje na platnu, 69,5 × 94,2 cm
- Kristjan Raus: Vještica i praščići (1914.), ugljen i olovka na papiru
- Eduard Wiiralt: Pakao (1932.), bakropis, 39,4 × 46,8 cm
- Tiit Pääsuke: Ekspozicija (1982.), ulje na platnu, 146 × 114 cm

Arhitektonska povijest Estonije uglavnom je pratila arhitektonska događanja u sjevernoj Europi, a svakako najtipičniji i najvrjedniji arhitektonski spomenik je srednjovjekovno središte grada Tallinna, koji se nalazi na popisu Svjetske baštine UNESCO-a. Vrijedni su arhitektonski spomenici i brojne gradine iz pretkršćanskog razdoblja (kao što su ostaci utvrde Varbola), oko kojih su se s vremenom razvila neka od najvažnijih današnjih naselja. Arhitektonska povijest Estonije započinje s jednostavnim seoskim nastambama i kućicama te kamenim grobnicama, nastavlja s utvrđenim srednjovjekovnim naseljima i kulminira s originalnim seoskim kućama koje su kroz stoljeća uspjele opstati u svom izvornom i prvobitnom obliku. Tipične estonske seoske kuće služile su ujedno i kao skladišta za žito, a odlikuju ih niski drveni zidovi izgrađeni od okruglih greda i visoki slamnati krovovi.
Širenje kršćanstva tijekom 13. stoljeća u potpunosti je izmijenilo estonsko društvo pa samim time i arhitekturu. S dolaskom nove religije, širom zemlje počinju se graditi brojne crkve, a zbog njihove drvene konstrukcije niti jedna od crkava iz tog razdoblja nije preživjela. Do današnjih dana održale su se jedino one sakralne građevine sagrađene od čvrstog materijala i utvrđene sa svih strana, a jedan od najtipičnijih primjera takve arhitekture je crkva u Valjali na otoku Saaremi iz 1227., koja se smatra najstarijom crkvenom građevinom na tlu cijele Estonije. Valjalska crkva sagrađena je u kombinaciji romanike i gotike. Zidari i kipari s Gotlanda odigrali su najvažniju ulogu u ranoj crkvenoj arhitekturi na tlu Estonije. S vremenom, kako je kršćanstvo postajalo sve dominantnije, i crkvene građevine postajale su sve impozantnije, što je posebno vidljivo u crkvenoj arhitekturi sjeverne Estonije iz 15. stoljeća. Tako je crkva svetog Olafa u Tallinnu s visinom zvonika od 124 metra tijekom 16. stoljeća bila jedna od najviših građevina u cijeloj Europi. Značajna sakralna zdanja iz tog razdoblja još su i katedrala svete Marije te crkva Duha svetoga u Tallinnu. Pored crkvene arhitekture, iz srednjovjekovnog razdoblja potječu i utvrde poput dvorca Hermann u Narvi, dvorca Toompea u Tallinnu te zamka Kuressaare na Saaremi.
Tijekom razdoblja ruske vladavine dominantni arhitektonski stilovi postaju barok i rokoko, a širom zemlje lokalna aristokracija podiže velebne i luksuzne vile. Tipičan predstavnik arhitekture iz tog razdoblja je palača Kadriorg, izgrađena po nalogu cara Petra I. Velikog. Neoklasicizam u estonskoj arhitekturi najbolje predstavlja palača gradske vijećnice u Tartuu i okolne građevine iz 18. stoljeća. Tijekom 19. stoljeća pojavljuju se brojni eksperimentalni arhitektonski pravci, a među dominantnije stilove u Estoniji iz tog doba spadaju arhitektonski eklekticizam i neogotika. Početak 20. stoljeća obilježila je secesija, koja se u Estoniji razvila pod utjecajem riške i finske secesije, a najtipičniji predstavnik secesionističke arhitekture u Estoniji bio je Jacques Rosenbaum. Utjecaj ruske arhitekture s kraja 19. stoljeća najočitiji je u zdanju katedrale Aleksandra Nevskog u Tallinnu, sagrađene u pseudoruskom stilu koji predstavlja kombinaciju tradicionalne ruske i bizantske arhitekture.
Tijekom razdoblja sovjetske vlasti, arhitektonska su rješenja iznalažena u socijalističkom realizmu i brutalizmu, a klasičan je primjer takve arhitekture središte grada Sillamäee (staljinistička arhitektura).
- Crkva u Valjali (13. stoljeće)
- Dvorac Hermann (1256.)
- Raeapteek (rano 15. stoljeće)
- Kuća Crnih glava, Tallinn (fasadu izradio Arent Passer, 1597.)
- Palača Kadriorg (arhitekti Nicola Michetti, Gaetano Chiaveri i Mihail Zemcov) (započeta 1718.)
- Glavna zgrada Sveučilišta u Tartuu (arhitekt Johann Wilhelm Krause)(1803. – 1809.)
- Secesijsko pročelje u Tallinnu (arhitekt Jacques Rosenbaum, dovršena 1910.)
- Socrealistička zgrada u Sillamäi (sredina 20. stoljeća)

### Scenska umjetnost
Osnivanje amaterskog kazališta u Tallinnu 1784. od strane dramaturga Augusta von Kotzebuea smatra se datumom osnivanja kazališne scene u Estoniji. U tom razdoblju, većinu predstava činile su komedije koje su se izvodile isključivo za malobrojnu njemačku plemićku elitu koja je vladala gradovima. Prva profesionalna kazališna skupina osnovana je 1809., a njen repertoar uglavnom su činile predstave na njemačkom jeziku, premda su se u pojedinim prilikama izvodile i predstave na estonskom i ruskom jeziku. Prvo isključivo estonsko kazalište Vanemuine osnovano je tek 1865. u gradu Tartuu, a pet godina kasnije kazališna skupina iz ovog grada izvela je prvi izvorno estonski kazališni komad, komediju Saaremaa onupoeg koju je napisala Lydia Koidula. Kazalište iz Tartua je 1906. godine dobio vlastito sjedište, a početkom prošlog stoljeća u njemu se počinju prikazivati komadi nastali po djelima stranih autora poput Henrika Ibsena, Gerharta Hauptmanna, Maksima Gorkog, ali i domaćih autora Augusta Kitzberga, Oskara Lutsa i Eduarda Vildea.
Najveća kazališna ustanova u zemlji je Estonsko kazalište (estonski: Estonia teatrihoone) u Tallinnu, osnovano 1913. U to vrijeme, bila je to najveća građevina u Tallinnu.
Filmska industrija u Estoniji službeno je počela s radom 1896., kada su u Tallinnu snimljeni prvi "pokretni snimci", a nekoliko godina kasnije 1908. u istom gradu otvoreno je i prvo kino (godinu dana kasnije otvoreno je i kino u Pärnuu). Iste godine snimljen je i prvi dokumentarni film u obliku filmske novosti, a odnosio se na posjetu švedskog kralja Gustafa V. Tallinnu.
Prvi filmski studio osnovao je 1912. u Tartuu Johannes Pääsuke (Estonia Film Tartus), gdje je snimljen i ranije navedeni dokumentarni film. Dvije godine kasnije, Pääsuke je snimio i svoj drugi film, Karujaht Pärnumaal (hrvatski: Lov na medvjede u Pärnumi), koji je postao prvi estonski igrani film. Pääsuke, koji se smatra ocem estonske kinematografije, snimao je dokumentarne i kratkometražne filmove o estonskoj prirodi, a u Estonskom filmskom arhivu do danas je sačuvano ukupno osam njegovih radova.
Prvi dugometražni film, Mineviku varjud (hrvatski: Sjene prošlosti), snimljen je 1924. u režiji Konstantina Märske. Nijemi film Noored kotkad (hrvatski: Mladi orlovi) Theodora Lutsa iz 1927. uglavnom se smatra prekretnicom i prvim ozbiljnim filmom u povijesti estonske kinematografije (film ima ratnu tematiku i bavi se Estonskim ratom za neovisnost). Prvi film sa zvukom (Kuldämblik) snimljen je 1930.
Možda i najveće ostvarenje estonske filmske umjetnosti 20. stoljeća bio je film Viimne reliikvia (hrvatski: Posljednja relikvija) Grigorija Kromanova iz 1969. Film predstavlja ekranizaciju povijesnog romana Vürst Gabriel ehk Pirita kloostri viimsed päevad (hrvatski: Princ Gabriel i posljednji dani Piritskog manastira) estonskog književnika Eduarda Bornhöhea.
Godine 1997., na inicijativu Ministarstva kulture Estonije, osnovana je Estonska filmska zaklada (estonski: Eesti Filmi Sihtasutus).
Estonska televizija (estonski: Eesti Televisioon, ETV) službeno je počela s emitiranjem 19. srpnja 1955. i najstarija je televizijska kuća u Estoniji. ETV je postala punopravnom članicom EBU-a 1. siječnja 1993. Zaključno s 1. srpnja 2010., Estonija je prešla na digitalno emitiranje signala na teritoriju cijele zemlje.

## Sport
Sport je važan dio estonske kulture i estonskog života. Debitantski nastup na Ljetnim olimpijskim igrama sportaši iz Estonije ostvarili su na Igrama u Antwerpenu 1920., iako je Estonski olimpijski odbor osnovan tek 1923. Estoniju je na Igrama u Antwerpenu predstavljalo 13 sportaša koji su se natjecali u tri sporta (u dizanju utega, atletici i hrvanju), a prvu zlatnu olimpijsku medalju za Estoniju u povijesti osvojio je dizač utega Alfred Neuland. Najuspješniji estonski sportaš koji je sudjelovao na Olimpijskim igrama bio je hrvač Kristjan Palusalu, koji je na Igrama 1936. u Berlinu osvojio dvije zlatne medalje u najtežoj hrvačkoj kategoriji i u obje discipline. Palusalu je tako postao prvi i zasad jedini hrvač koji je na jednim olimpijskim igrama osvojio zlatne medalje i u grčko-rimskom i u slobodnom stilu hrvanja. Na Zimskim olimpijskim igrama estonski su sportaši debitirali u St. Moritzu 1928. Naime, iako se estonska zastava službeno zavijorila na svečanosti otvaranja Zimskih igara 1924. u Chamonixu, Estonija nije sudjelovala na ovim igrama pošto je njihov jedini predstavnik, brzoklizač Christfried Burmeister odustao od natjecanja prije njegovog početka. Najuspješnija estonska sportašica na Zimskim olimpijskim igrama je reprezentativka u nordijskom skijanju Kristina Šmigun-Vähi s dvije zlatne i jednom srebrnom medaljom. Nakon sovjetske aneksije zemlje, estonski sportaši natjecali su se kao dio sovjetske reprezentacije (od 1952. do 1988.), a kao nezavisna se zemlja na međunarodnu scenu ponovo vraćaju 1991. Najuspješniji olimpijski sportovi u Estoniji su atletika, dizanje utega, hrvanje i nordijsko skijanje. Grad Tallinn bio je domaćin olimpijske regate u jedrenju tijekom Olimpijskih igara 1980. u Moskvi.
Najpopularniji ekipni sportovi u zemlji su nogomet, košarka, odbojka i hokej na ledu. Nogometna reprezentacija najveći je uspjeh na međunarodnoj sceni ostvarila u kvalifikacijama za UEFA Euro 2012., kada se uspjela plasirati u doigravanje (ali je izgubila od Irske i nije se plasirala na završni turnir). Najuspješniji nogometni klubovi u zemlji s deset, odnosno 19 nacionalnih titula su Flora i Levadia. Muška košarkaška reprezentacija sudjelovala je na Olimpijskim igrama 1936. (zauzela 9. mjesto) i na ukupno pet europskih prvenstava.
Hokej na ledu u Estoniji počeo se razvijati početkom tridesetih godina 20. stoljeća, a prvi amaterski klubovi osnovani su u Tallinnu i Tartuu. Ubrzo je osnovan i nacionalni hokejaški savez, koji postaje punopravnim članom Međunarodne hokejaške federacije 17. veljače 1935. Savez ostaje članom IIHF-a sve do 27. travnja 1946., kada je Estonija ušla u sastav Sovjetskog Saveza, a sve ingerencije u vezi s hokejom na ledu s republičkih prenesene su na savezni nivo. Djelovanje estonskog saveza ponovo je pokrenuto 4. svibnja 1992.
Paul Keres je u razdoblju od 1930-ih do 1960-ih bio jedan od najboljih estonskih i sovjetskih šahista. Među najuspješnije estonske sportaše ubrajaju se i atletičari Erki Nool, Gerd Kanter i Aleksander Tammert. Najuspješnije estonske tenisačice su Kaia Kanepi i Anett Kontaveit. Od ostalih značajnijih sportaša, tu su još i hrvači Johannes Kotkas, Voldemar Väli i Georg Lurich, skijaš Andrus Veerpalu, dizač utega Jaan Talts, mačevalac Nikolai Novosjolov i biciklisti Jaan Kirsipuu i Erika Salumäe.

## Vanjske poveznice
- Vodič kroz Estoniju
- Slike Estonije  Arhivirana inačica izvorne stranice od 15. prosinca 2018. (Wayback Machine)
- Estonica - od A do Ž o Estoniji  Arhivirana inačica izvorne stranice od 13. travnja 2010. (Wayback Machine)
- Službena stranica zemlje
- Kulturni događaji u Estoniji
- Europski tigar

### Ostali projekti
|  | Zajednički poslužitelj ima stranicu o temi Estonija    |
|  | Zajednički poslužitelj ima još gradiva o temi Estonija |
|  | Zajednički poslužitelj sadrži atlas Estonije           |